# Архитектура Германии

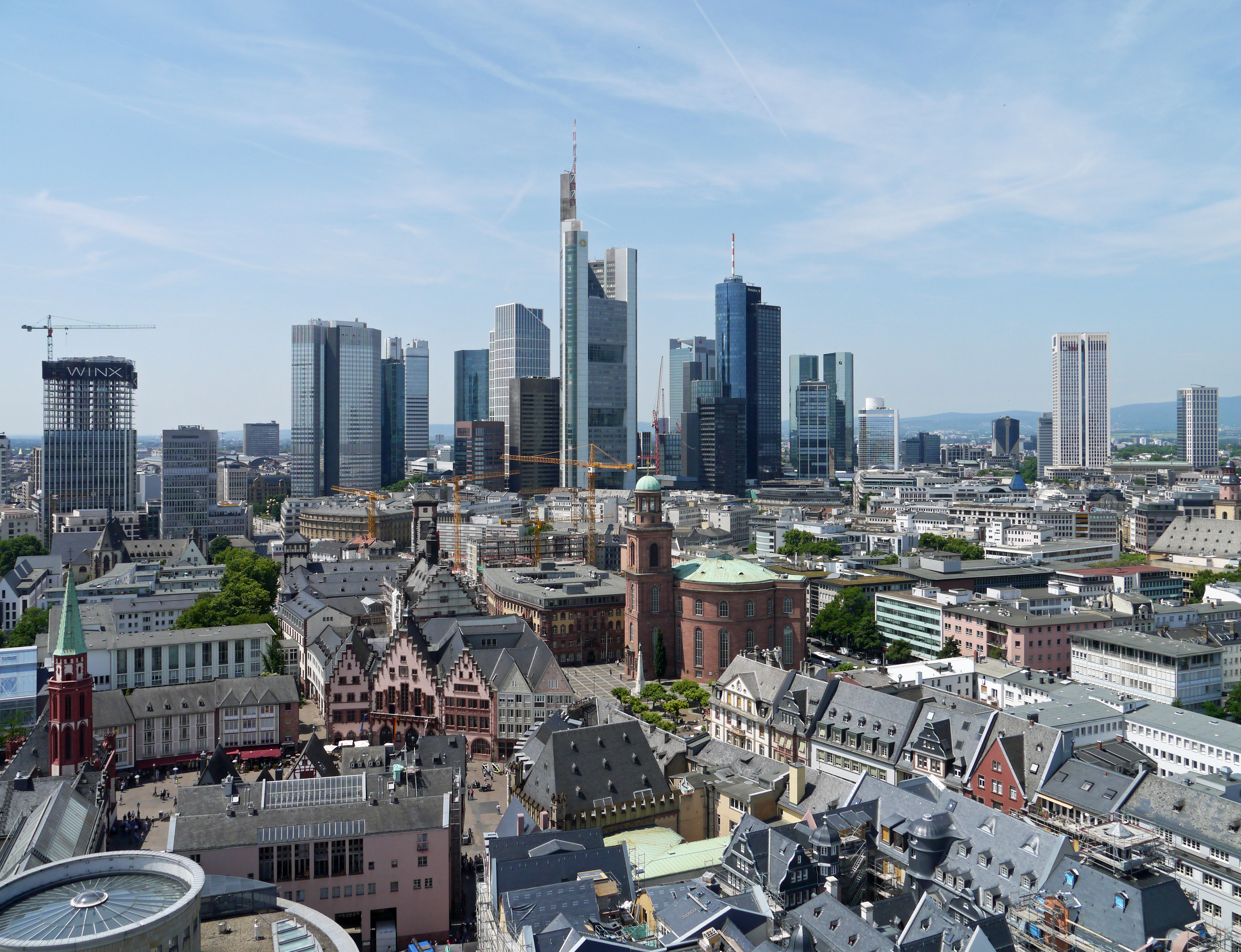
Вид с Франкфуртского собора показывает многообразие немецкой архитектуры

Архитектура Германии имеет долгую, богатую и разнообразную историю. Здесь имеются образцы архитектуры Каролингов, романского, готического стилей, архитектуры Ренессанса, барокко, классической и современной (модернизм) архитектуры.
Многовековая раздробленность Германии на княжества и царства привела к большому разнообразию направлений в архитектуре и благоприятствовала развитию национальной архитектуры. Строительство немецких городов проводилось в разнородных и разнообразных архитектурных стилях. Многие из архитектурных памятников были утрачены в годы Второй мировой войны. Послевоенная застройка проводилась в стиле модерн.

## Древняя архитектура

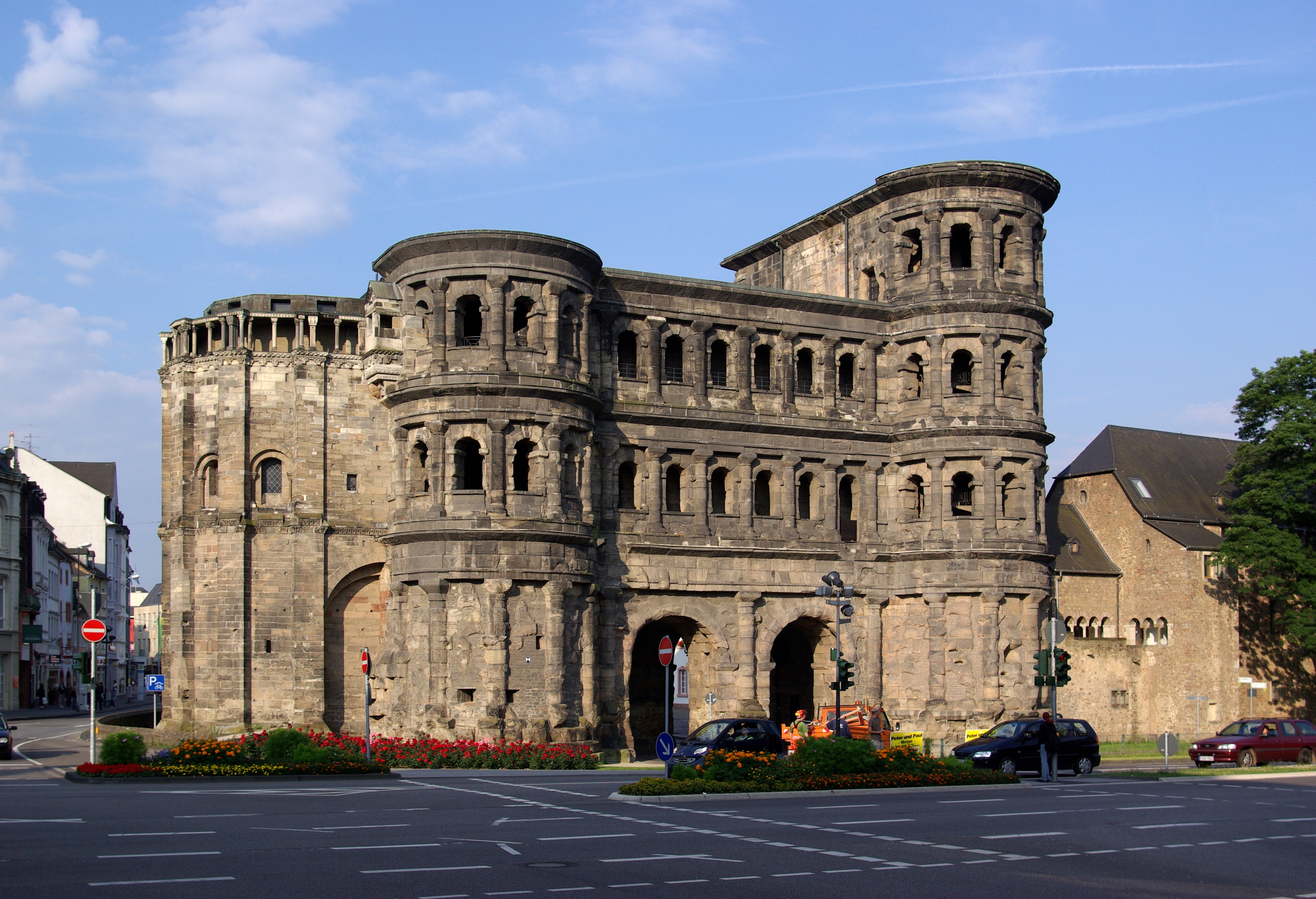
Античные ворота Порта Нигра в Трире, архитектурный памятник Римского периода

От Римской империи когда-то занимавшей большую часть сегодняшней Федеративной Республики Германии в стране остались сторожевые башни Лимес Романус, когда то стоявшие на границе Древнего Рима и отмечающие границы Римской империи. Помимо военных структур, таких как форты и военные городки, построенные римлянами и другие приграничные укрепления, от Римской империи здесь остались курорты, мосты и амфитеатры.
В 15 году до н. э. римский император Октавиан Август основал на берегу реки Мозель город Трир, являющийся ныне старейшим городом Германии. В городе Трир сохранились древние городские ворота. От тех времен сохранились также термальные источники, Римский мост и базилика Константина (реконструкция).
С уходом римлян их достижения в архитектуре, такие как водоснабжение, отопление, окна, стекла в Германии исчезли.

## Дороманский период
Дороманский период в искусстве Западной Европы связывается с королевством Меровингов, Каролингским Ренессансом конца 8 — начала 11-го века. К немецким зданиям этого периода относится Лорш Абби. Здание сочетает в себе элементы Римской Триумфальной арки (проходы, полуколонны) с народным Тевтонским наследием (аркатура, полихромная кирпичная кладка).
К известным церквям этого периода относится Церковь аббатства Св. Михаила, построенная в 1001—1031 годах под руководством епископа Bernward Хильдесхайм (993—1022) для Бенедиктинского монастыря. Она построена в так называемом Оттоновском стиле. Оттоновский период возрождения был ранним этапом эпохи Возрождения в Германии, который совпал с правлением императоров Священной Римской империи Саксонской династии, все по имени Отто: Отто I (936—973), Отто II (973—983), и Отто III (983—1002).

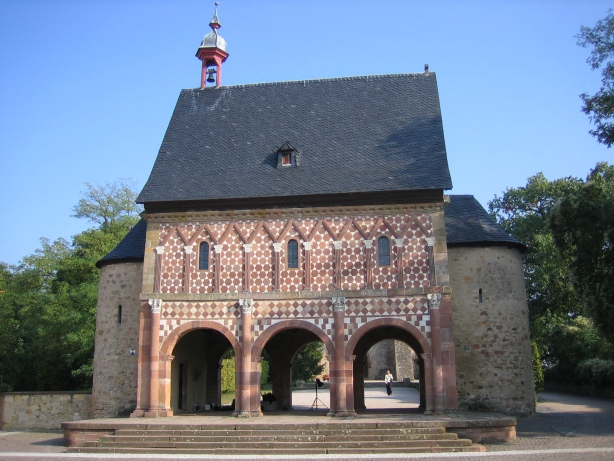
Сторожка Torhalle в Лорш Абби 9 век. Каролингская эпоха.

## Романский период

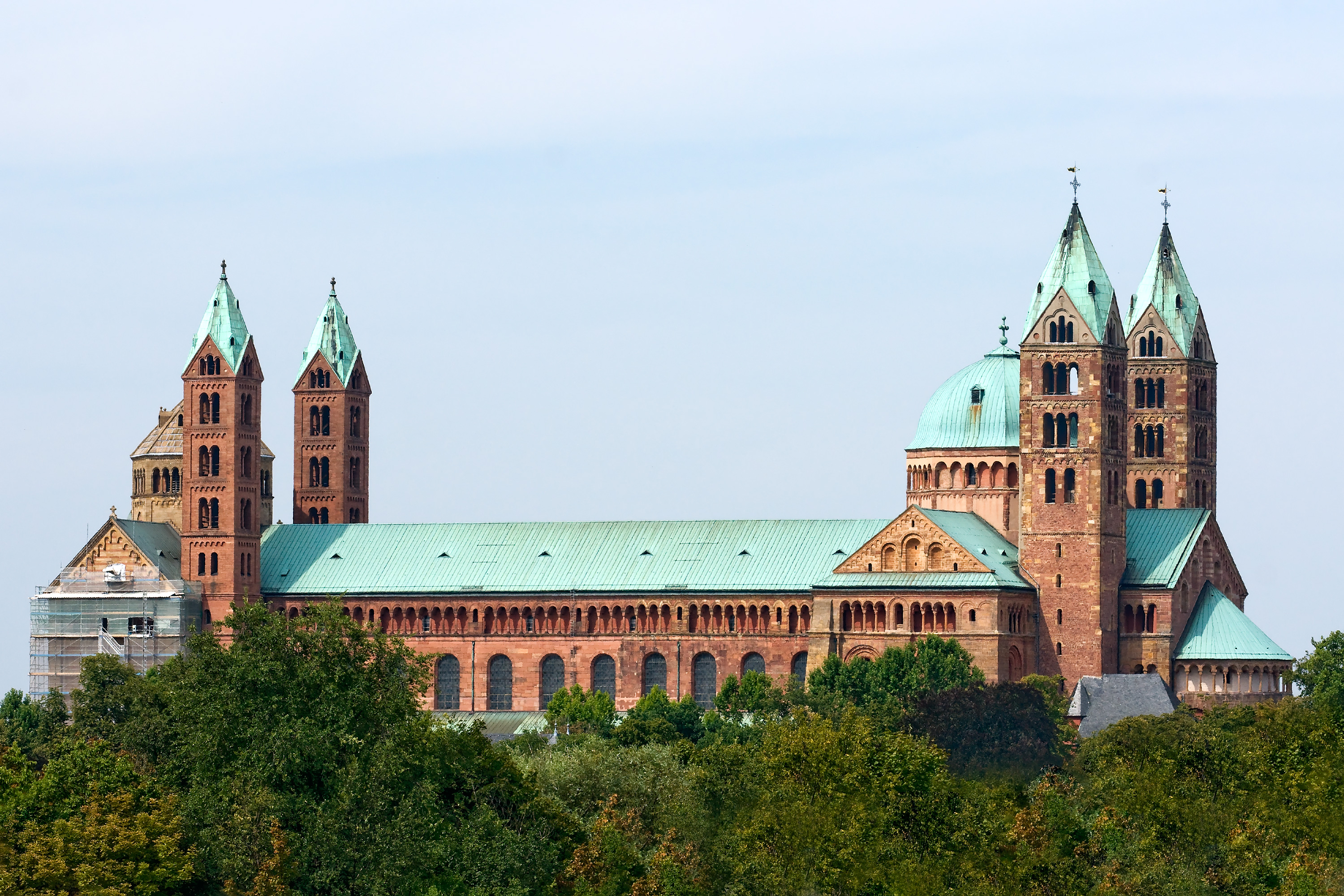
Шпайерский Собор

Романский период (с 10 по начало 13 века) в немецкой архитектуре характеризуется полукруглыми арками, небольшими парными окнами, и крутыми сводами домов. Самым значительным сооружением этого периода в Германии является Шпайерский собор. Он строился в несколько этапов с 1030 года, а в 11 веке был самым большим зданием в христианском мире и архитектурным символом власти династии Салиан, династии четырёх немецких монархов (1024—1125).
Соборы Вормса и Майнца стали образцом романского стиля. В это время в Германии было основано много монастырей, особенно в Саксонии-Анхальт. Особое значение имеют церковь Святого Серватия в Кведлинбурге, Любекский Собор, Брауншвейгский Собор, Трирский собор и Бамбергский Собор, чей этап строительства попадал уже в готический период.
Аббатство Маульбронн является примером Цистерцианской архитектуры. Оно было построено между 12-м и 15-м веками, и включает в себя готические элементы. В 11 веке в Германии начали строительство многочисленных крепостей, в это время был построен знаменитый замок Вартбург, перестроенный позже в готическом стиле.

## Готический стиль

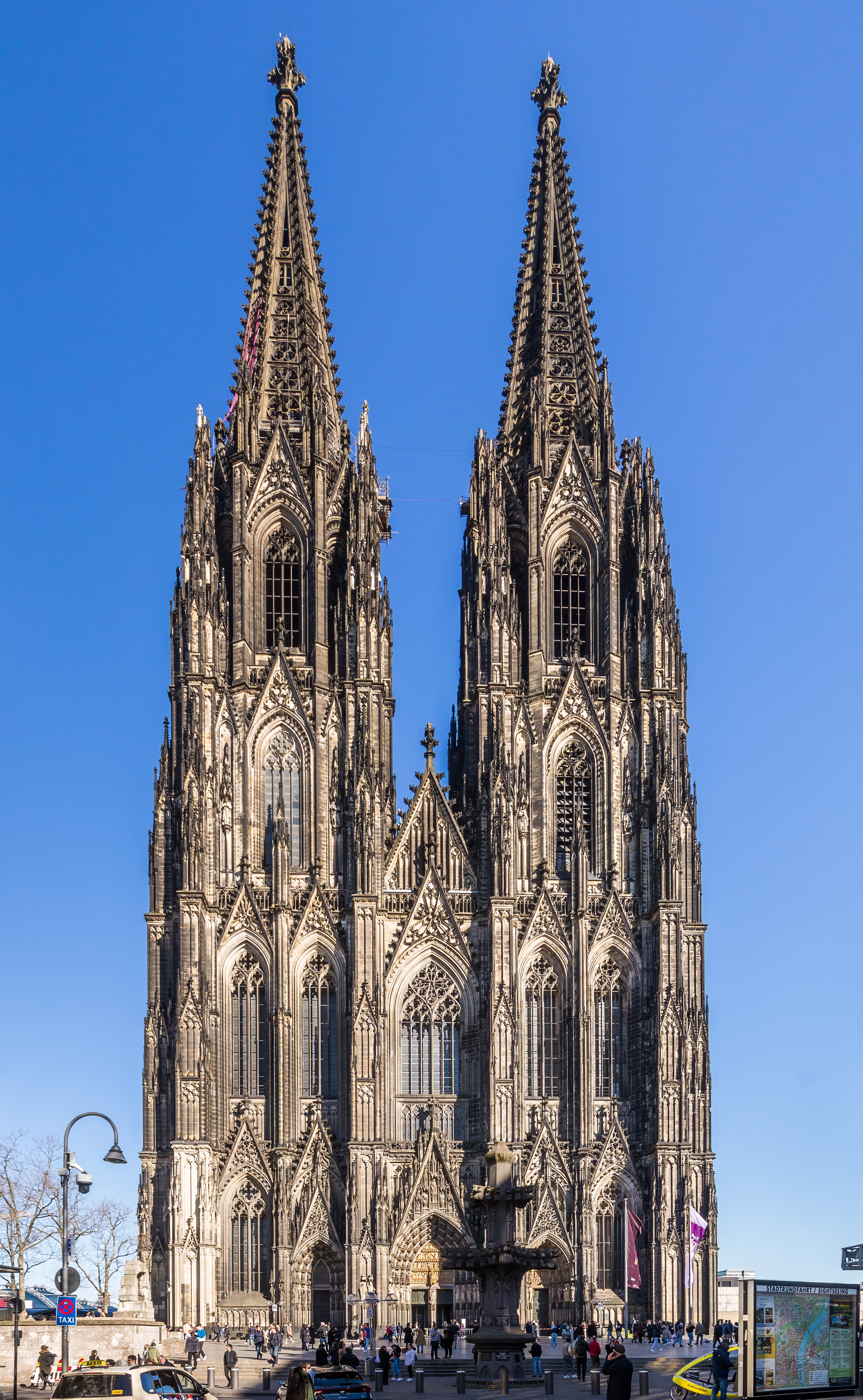
Кельнский Собор

Готическая архитектура процветала в период высокого и позднего средневековья. Она эволюционировала от романской архитектуры. Первые готические здания в Германии были построены в 1230 годы, например, церковь Девы Марии (по-немецки Церковь нашей Леди) ок. 1233—1283 годов — Трир, который является одним из наиболее важных ранних готических соборов в Германии и построен в архитектурных традициях французской Готики.
Фрайбургский собор был построен в три этапа, первый в 1120 годах — строили герцоги Церинген, второй, начался в 1210 году, а третий — в 1230 году. Его 116-метровая башня, как неоднократно утверждал Якоб Буркхардт, является самой красивой в христианской архитектуре. Башня почти квадратная в основании, в центре — в форме звезды. Наверху — конический шпиль. Это единственная готическая башня в Германии, которая была построена в Средние века (1330), и пережила бомбардировки 1944 года, которые разрушили все дома в западном и северном районах Франкфурта.

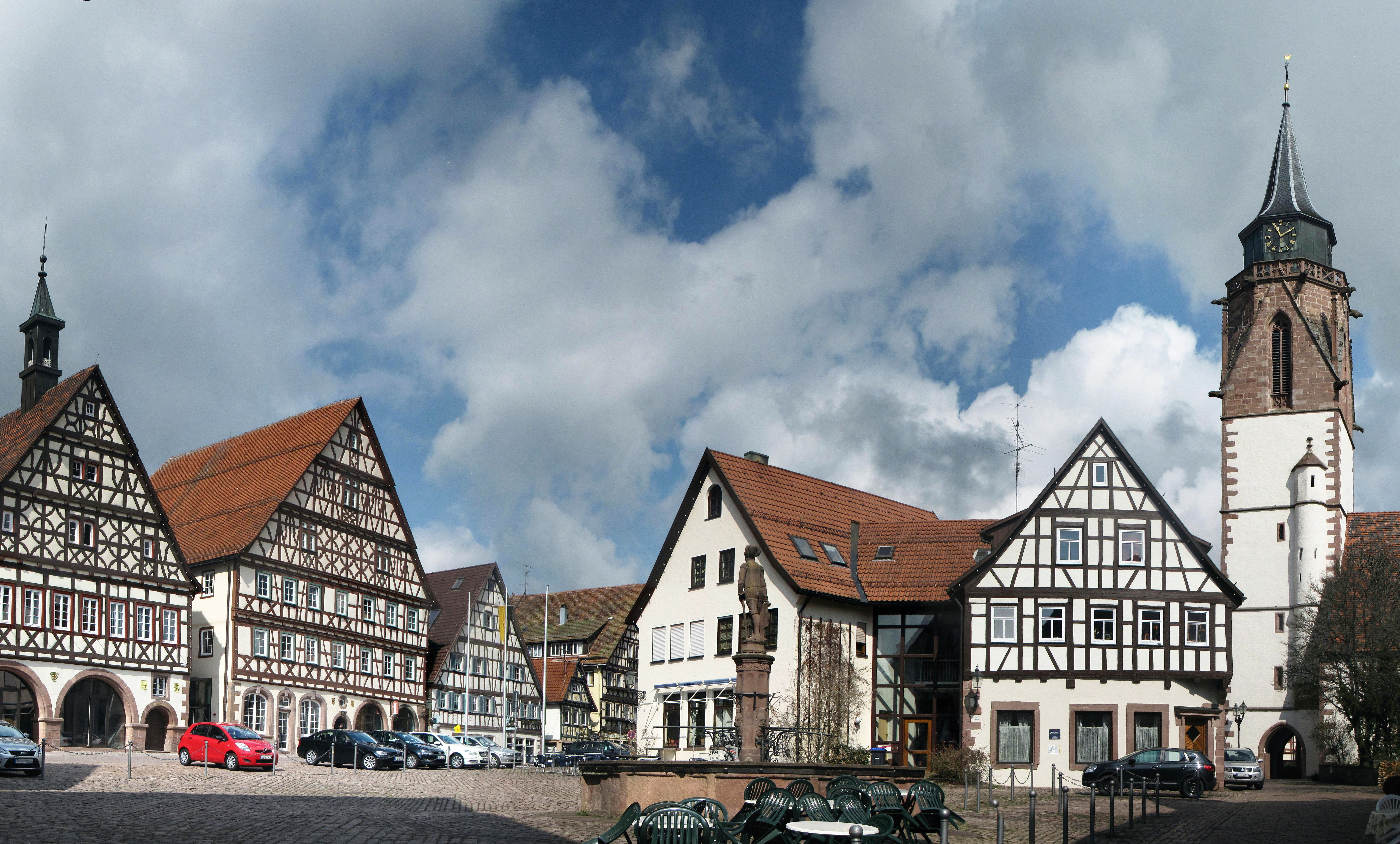
На рынке в Дорнштеттене, справа — средневековая церковь Св. Мартина

Кельнский Собор — крупнейший готический собор в мире. Строительство его началось в 1248 году и велось с перерывами до 1880 года, в течение более 600 лет. Высота собора 144.5 м, ширина — 86.5 м собор имеет две башени высотой 157 метров.

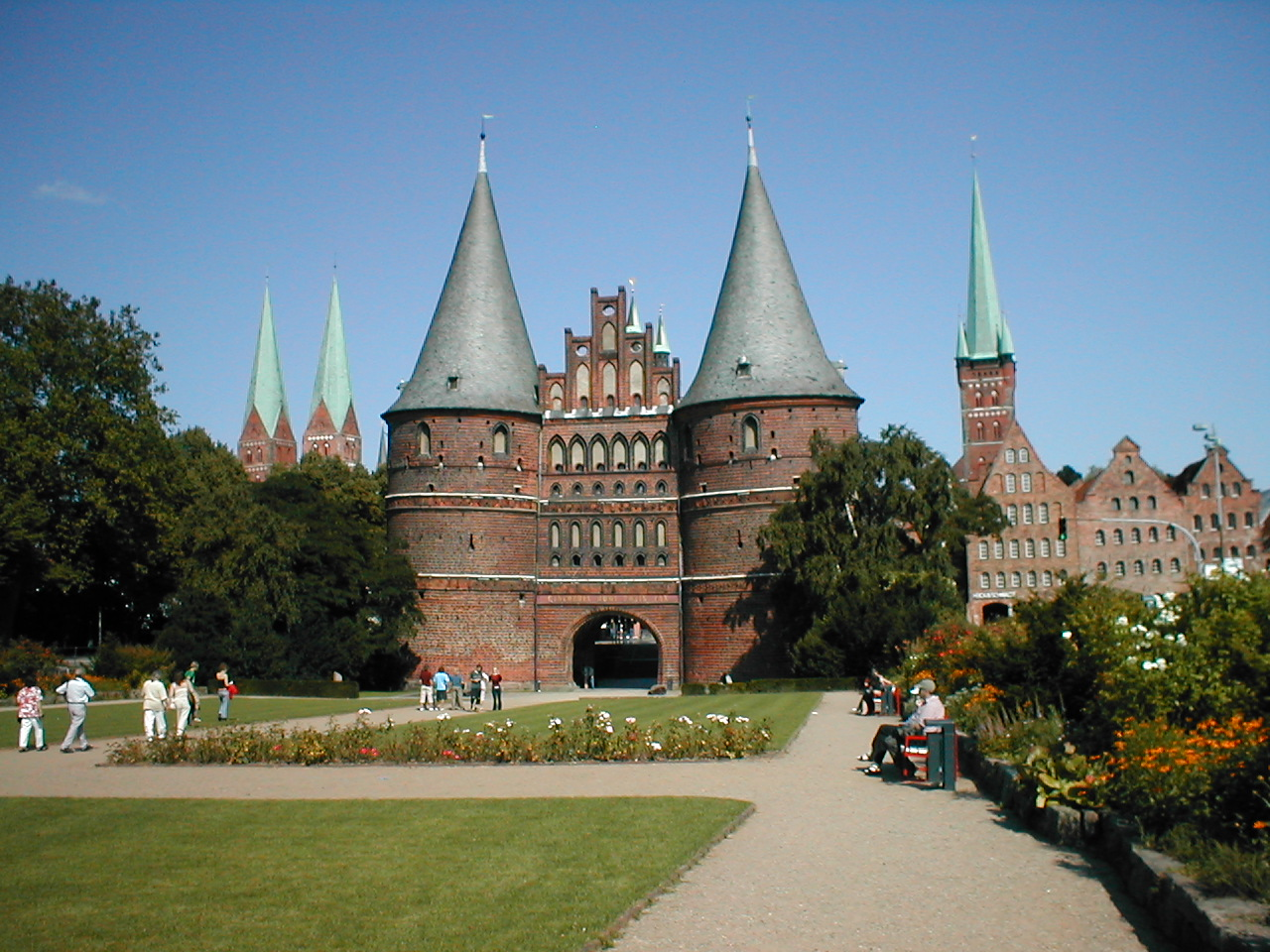
Голштинские ворота Любека

Кирпичная Готика (нем. Backsteingotik) — специфический стиль готической архитектуры, распространенный в Северной Европе, особенно в Северной Германии и прибалтийских регионах, не имеющих природных каменных ресурсов. Для строительства использовали только кирпичи. Ратуша Штральзунд и церковь Св. Николая являются примерами этого стиля. Такие города, как Любек, Росток, Висмар, Штральзунд, Грайфсвальд и города на территории современной Северной и Западной Польши были построены в этом стиле. Образцом северогерманских церквей является храм Святой Марии в Любеке, построенный между 1200 и 1350 годами.
Строительство готических храмов в Германии сопровождалось строительством дома гильдий и строительством ратуш. Примером является готическая Ратуша (13 век) в Штральзунде, ратуша Бремена (1410) и мэрия города Мюнстер (1350).
Жилища этого периода можно увидеть в Госларе и Кведлинбурге.

## Ренессанс

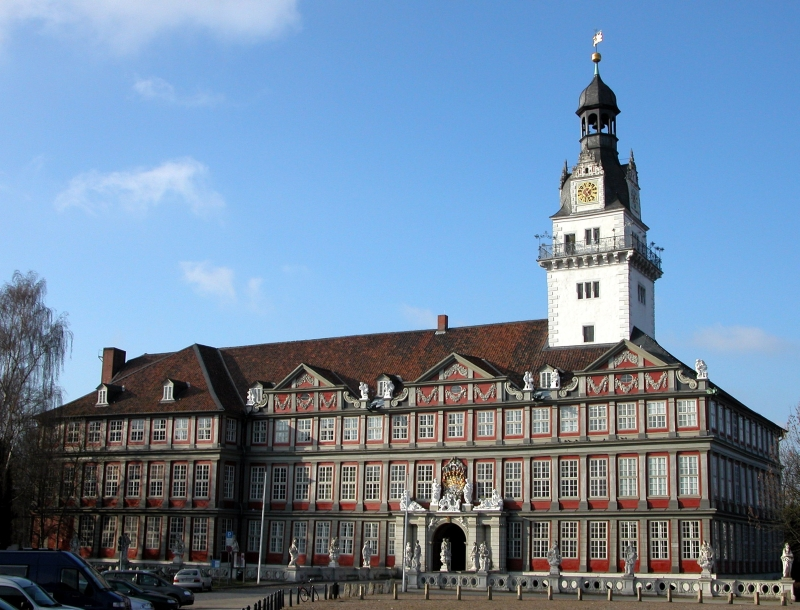
Вольфенбюттель в Шлосс.

Архитектура эпохи Возрождения относится к периоду начала 15-го и начала 17 веков. Самым ранним образцом Ренессансной архитектуры в Германии является часовня Фуггеров в церкви Святой Анны в Аугсбурге. Банкир Якоб Фуггер выстроил её в качестве усыпальницы для своей семьи.
В то время Германия была раздроблена на множество княжеств, которые вели вооруженные конфликты. В некоторых княжествах, таких как Торгау и Ашаффенбурга и Ландсхуте, зарождалась ренессансная архитектура. Примером является внутренний двор замка Траусниц и Landshut Residence в центре города, построенные мастерами итальянского Возрождения.
Храм Святого Михаила в Мюнхене (начало 1581 года) является важным строением эпохи Возрождения. Тогда же были построены Гейдельбергский замок с характерными для Ренессанса фасадами, здание Аугсбургской мэрии, построенное в 1614—1620 годах Аугсбургским архитектором Элиасом Холльлем.
В районе Везер Германии находятся многочисленные замки и усадьбы в стиле Везерского Ренессанса. Примерами работ в стиле Ренессанса являются также замки городов Лемго и Хамельн, замок Вольфенбюттель из Гуэлфов и евангелическая церковь Мария Beatae Virginis.
В Тюрингии и Саксонии было построено в стиле Ренессанс множество церквей и дворцов, например, замок Уильям, замок в Шмалькальдене, церковь Св. Екатерины, замок Гота, ратуша в Лейпциге, Фрайбергский Собор, замки в Дрездене и в Герлице. В Северной Германии построен Гюстровский замок и богатая интерьерами церковь Св. Николая.

## Барокко

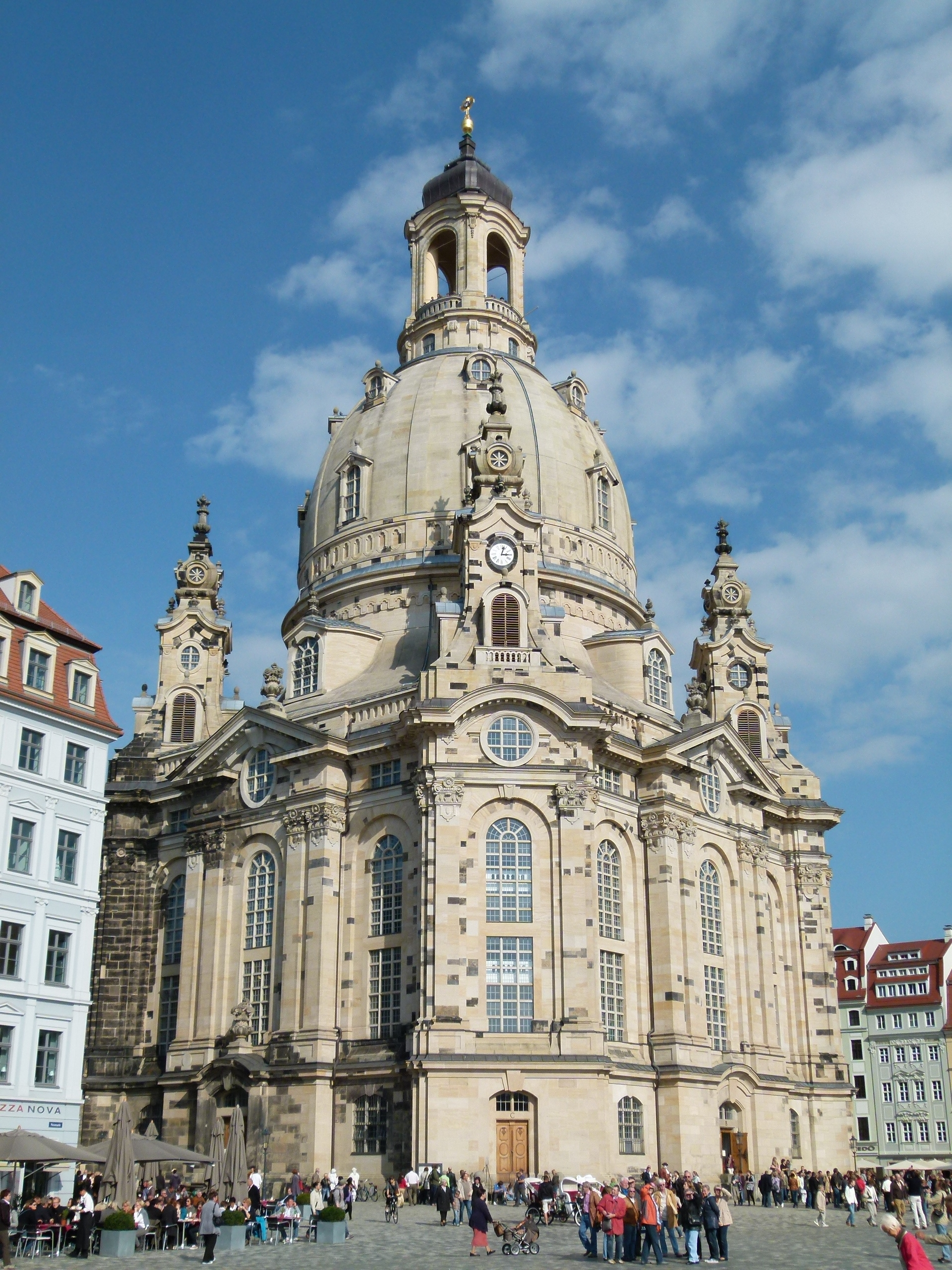
Церковь Фрауэнкирхе, Дрезден

Барокко в архитектуре начатое в начале 17 века в Италии выражала торжество абсолютистского государства и церкви. Барокко было напрямую связано с Контрреформацией, движением по реформированию в католической церкви в ответ на Протестантскую реформацию.
Стиль барокко распространился в Германии после Тридцатилетней войны. Здания в этом стиле строились по французскому образцу, подражая зданиям Людовика XIV в Версале. Примером построенных в Германии зданий является дворцово-парковый комплекс из четырёх зданий Цвингер в Дрездене, построенный Маттеусом Пёппельманом с 1709 по 1728 год, изначально для проведения придворных праздников.

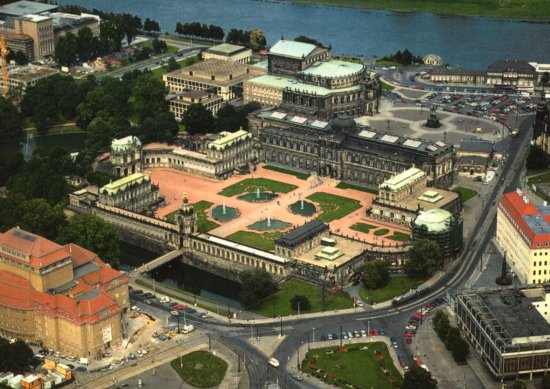
Цвингер с высоты птичьего полета. На заднем плане река Эльба и опера Земпера, на переднем драматический театр.

Взаимодействие архитектуры, скульптуры и живописи является одним из важнейших элементов архитектуры барокко. Важным примером является Вюрцбургская резиденция императора, строительство которой началось под руководством Иоганна Бальтазара Неймана в 1720 году. Фрески на лестнице выполнил художник Джованни Баттиста Тьеполо с 1751 по 1753 год.
Другими известные дворцами в стиле барокко является Новый дворец в Потсдаме, замок Шарлоттенбург в Берлине, замок Вайсенштайн в Поммерсфельдене и дворец Аугустусбург в Брюле, чей интерьер частично оформлен в стиле рококо.
В стиле Рококо, позднем этапе барокко, украшения стали более обильными с яркими тонами. Примером является дворец Сан-Суси, построенный в 1745—1747 годах, который был летним дворцом Фридриха Великого, короля Пруссии, в Потсдаме, близ Берлина.
Известны также Барочная церковь бенедиктинского аббатства Оттобойрен, монастырь Вельтенбургя, аббатство Этталь и церковь Святого Яна, под названием Церковь Асам в Мюнхене. Другими примерами Барочной церковной архитектуры является базилика Vierzehnheiligen в верхней Франконии и восстановленная Фрауэнкирхе в Дрездене, созданная архитектором Георгом Бэром в 1722—1743 годах.

## Классицизм

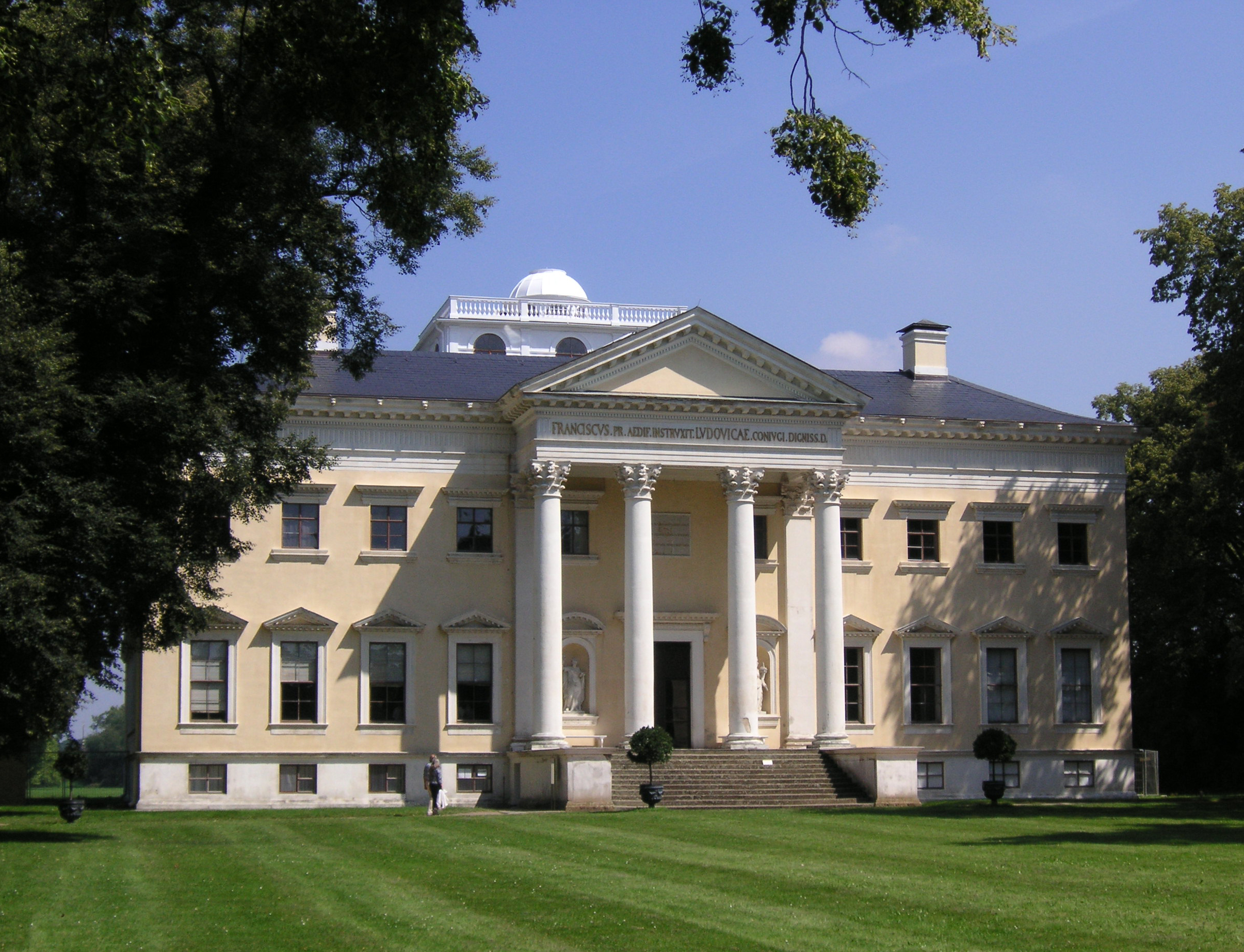
Дворец Верлиц

Классицизм распространился в Германии во второй половине 18 века. Он черпал вдохновение от архитектуры древности, как реакция на стиль барокко в архитектуре и ландшафтном дизайне.
Парковое королевство Дессау-Вёрлиц — один из первых и крупнейших английских парков в Германии был создан в конце 18 века при регентстве герцога Леопольда III Ангальт-Дессау (1740—1817), после возвращения из Гранд-Тура по Италии, Нидерландам, Англии, Франции и Швейцарии с его другом архитектором Фридрихом Вильгельмом фон Эрдмансдорфом.
Бранденбургские ворота, созданные по заказу короля Фридриха Вильгельма II прусского в знак мира, оформленные Карлом Готтхардом Лангхансом в 1791 году, являются одним из самых известных памятников классицизма в Германии. Бранденбургские ворота были восстановлены в 2000—2002 году немецким фондом Denkmalschutz (Берлинcкий Фонд охраны природы). В настоящее время они считаются одними из самых знаменитых европейских достопримечательностей.
Самым значительным архитектором этого стиля в Германии был Карл Фридрих Шинкель. Шинкель избегал стиль, который был связан с недавними французскими оккупантами. Его наиболее известные здания находятся в Берлине. Это Нойе-Вахе (1816—1818), Берлинский драматический театр (1819—1821) на площади Жандарменмаркт, который заменил предыдущий театр, разрушенный в результате пожара в 1817 году и Старый музей на Музейном острове (1823—1830).

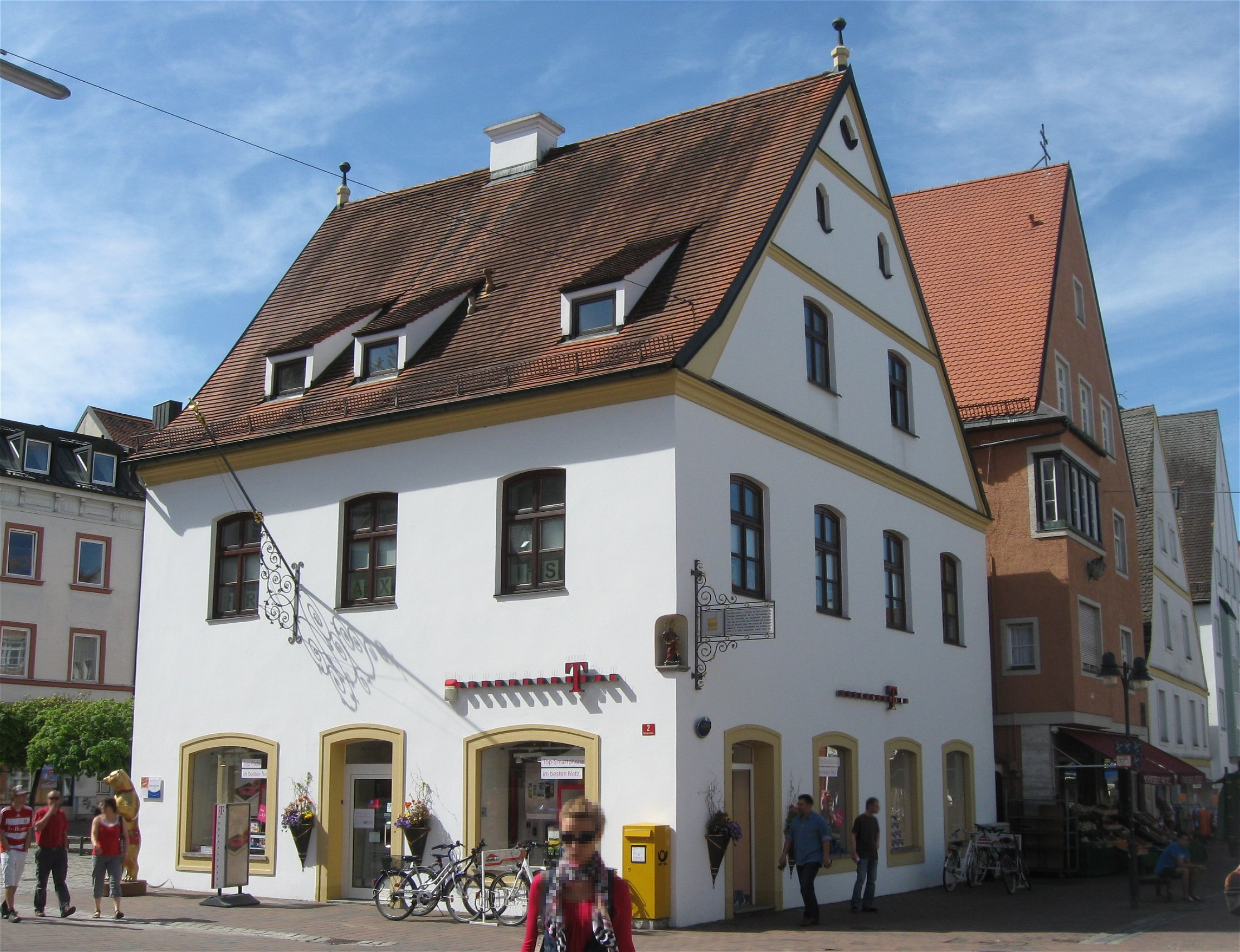
Здания 17-го века в Германии

Другой видный представитель греческого стиля, Лео фон Кленце (1784—1864), был придворным архитектором баварского короля Людвига I. Страсть Людвига к эллинизму вдохновляла фон Кленце, который построил много зданий в неоклассическом стиле в Мюнхене, включая Ruhmeshalle и Английский сад. На Кенигсплаце он создал свой самый известный современный Эллинистический архитектурный ансамбль. Возле Регенсбурга он построил храм Валхалла, названный в честь Валгалле, обители богов в скандинавской мифологии.
Ещё одним важным зданием этого периода является замок Вильгельма в Касселе (начало 1786).

## Историзм

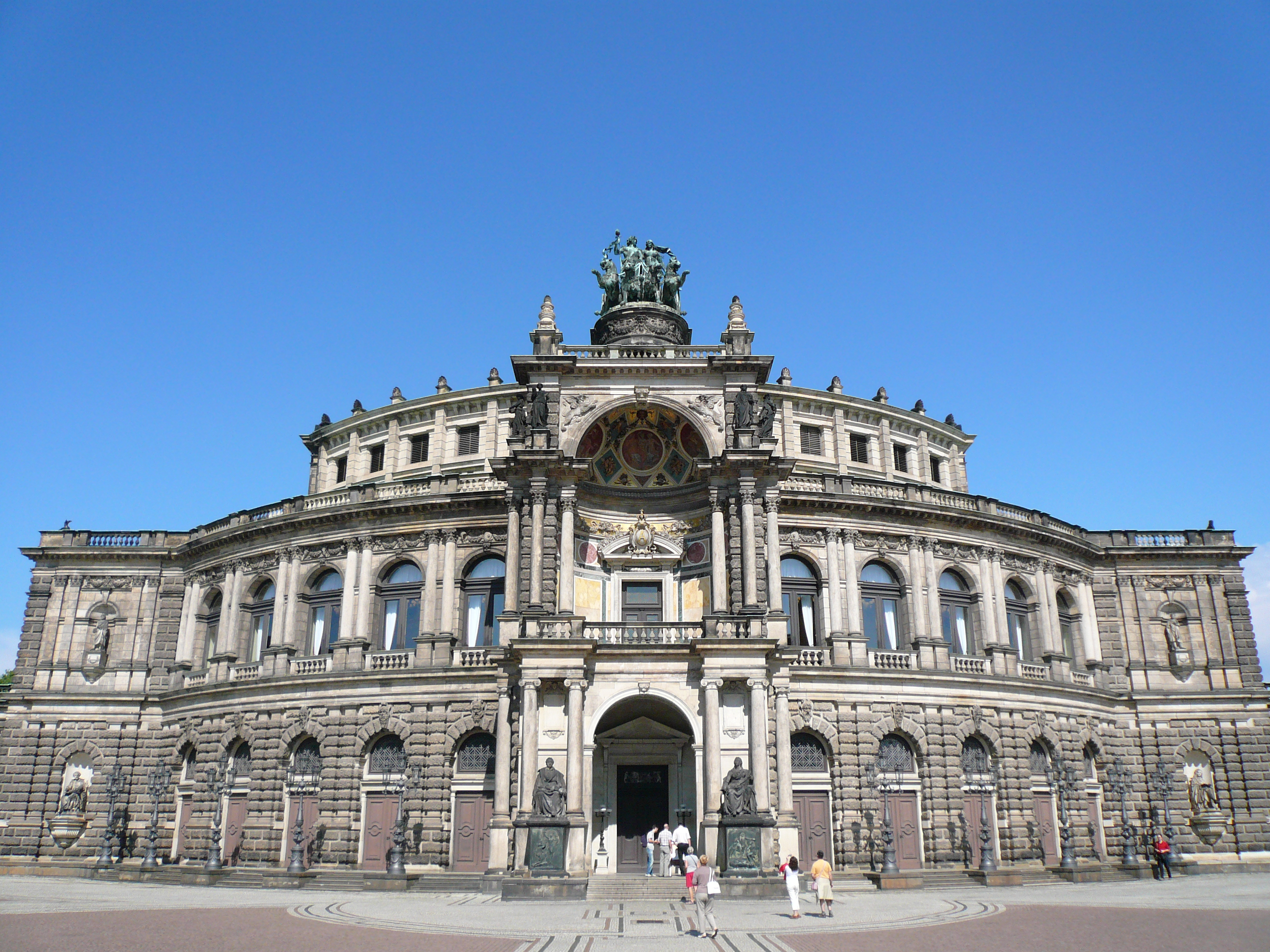
Здание Оперы в Дрездене

Период историзма (historismus), иногда условно называемый стилем эклектики, основан на воссоздании исторических стилей. После неоклассицизма новый исторический стиль возник в середине XIX века, отмечая возврат к более раннему классицизму в архитектуре и в живописи.
Важным архитектором этого периода был Готфрид Земпер, который построил галерею (1855) в Цвингере и здание Опера Земпера (1878) в Дрездене. В зданиях Земпера отмечены элементы стилей Возрождения, стиля барокко и даже колонны Коринфского стиля, типичные для классической Греции.
Существуют региональные варианты исторического стиля в Германии. Примерами является курортная архитектура (особенно в МВ на немецком Балтийском побережье), Ганноверская школа архитектуры и Нюрнбергский стиль.
Пристрастие к средневековым зданиям нашло отражение в замке Нойшванштайн, который Людвиг II построил в 1869 году. Замок Нойшванштайн был спроектирован архитектором Кристианом Янке, театральным декоратором, то, возможно, объясняет фантастический характер получившегося здания. Архитектурный вариант, жизненно важный для такого здания в горной местности, был представлен сначала Мюнхенским придворным архитектором Эдуаром Риделем, а позднее Георгом фон Долманом, зятем Лео фон Кленце.
Известны также Ульмский собор и здание Рейхстага (1894) архитектора Пауля Валлота.

## Югендстиль

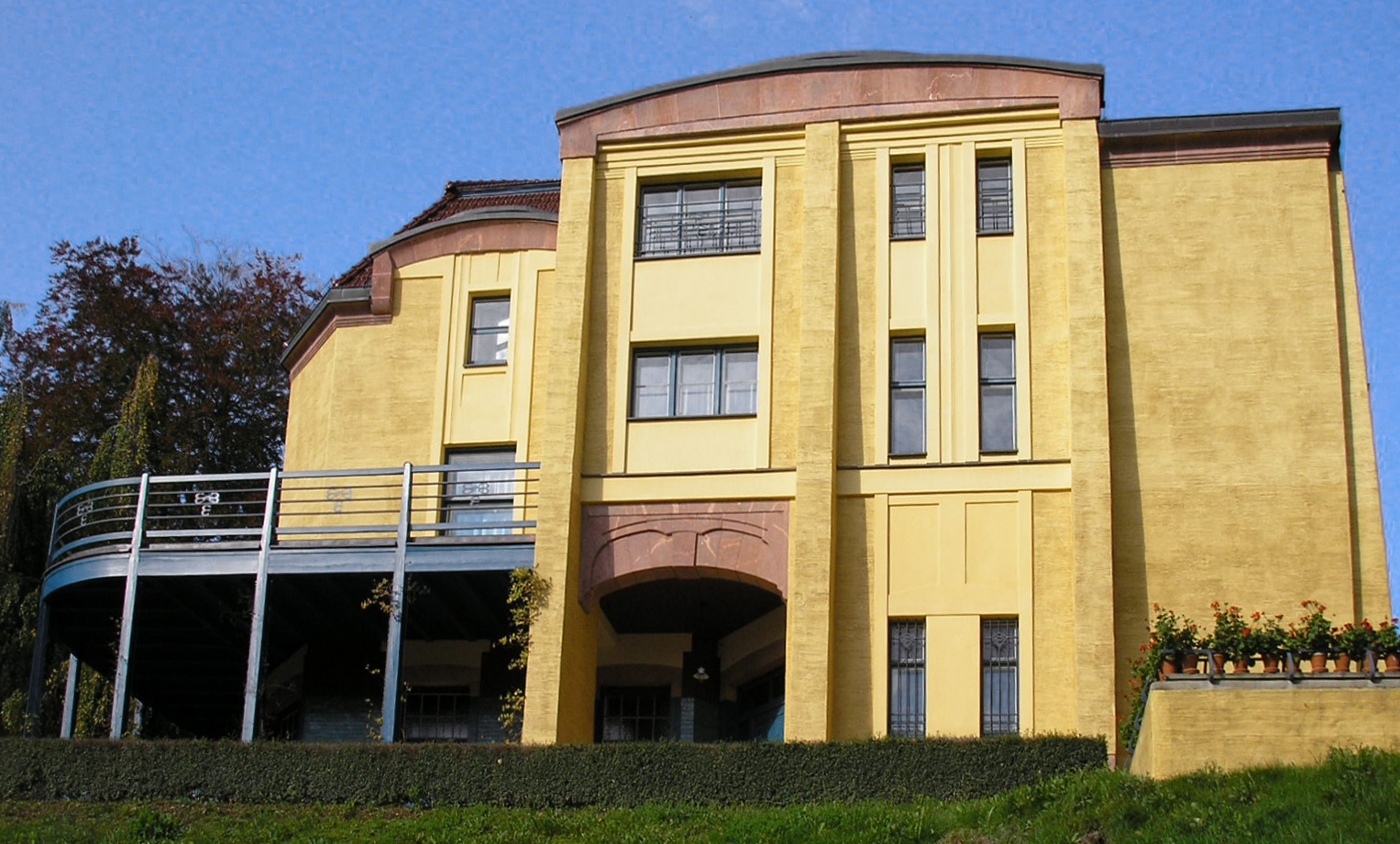
Вилле, архитектор Генри Ван де Вельде

В начале XX века стал активно развиваться стиль модерн, ставший известным в самой Германии под названием югендстиль (нем. Jugendstil). Само название происходит от наименования мюнхенского художественного журнала «Die Jugend», который  активно поддерживал новое художественное движение. Также югендстиль популяризовывался в других периодических изданиях того времени — мюнхенском же сатирическом журнале «Симплициссимусе» и берлинском художественном журнале «Пан». Главным центром югендстиля, помимо Мюнхена, также был Дармштадт.
Заимствуя элементы традиционной немецкой гравюры, стиль использует резкие края — элемент, который значительно отличался от плавных линий в стиле модерн. Генри Ван де Вельде, работавший большую часть своей карьеры в Германии, был бельгийским теоретиком, который повлиял на многие работы в этом стиле, в том числе на работы Петера Беренса, Германа Обриста и Ричарда Riemerschmid, дизайнера Августа Энделя и др.

## Модернистская архитектура

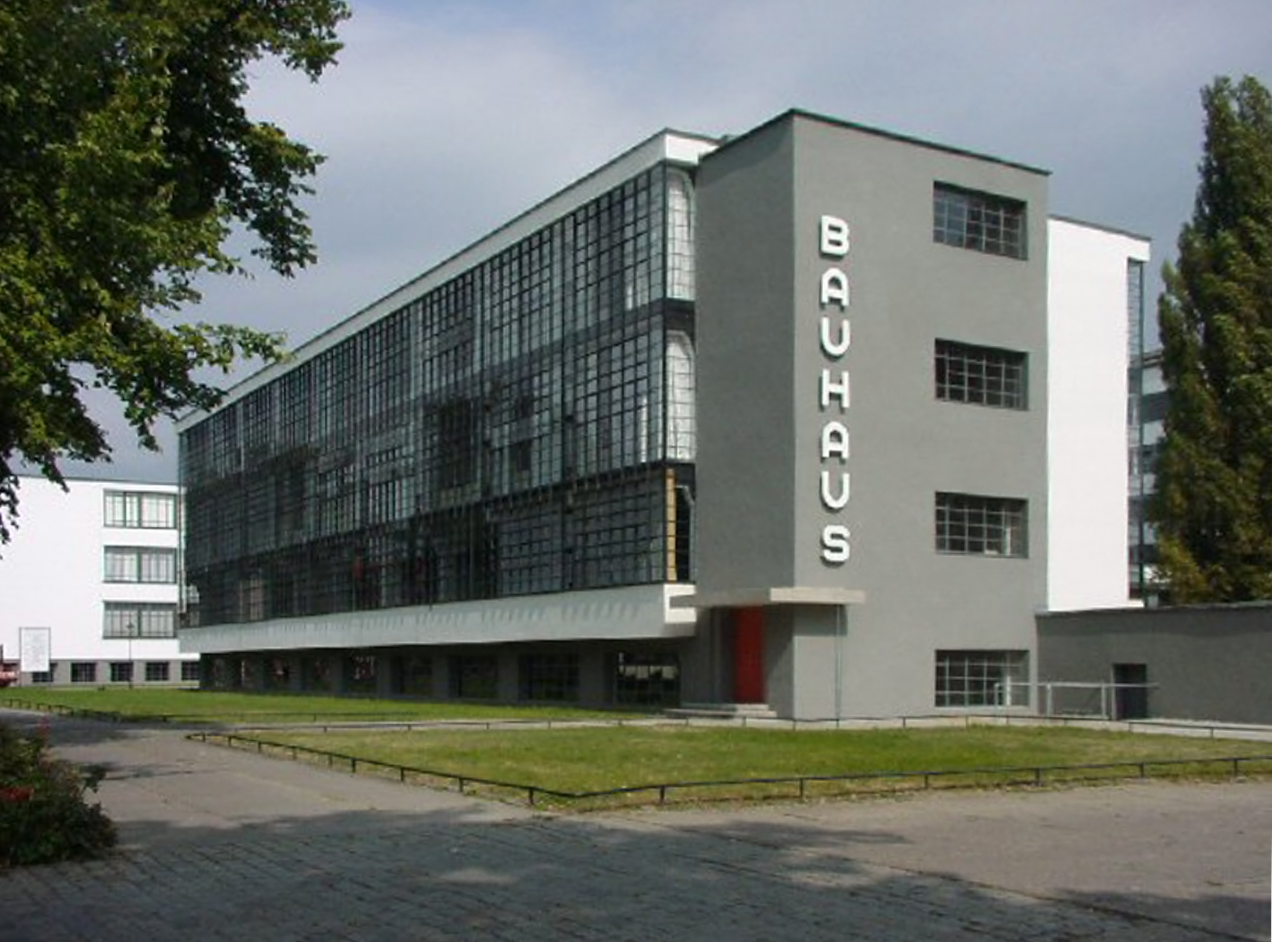
Баухаус

С постепенным угасанием югендстиля, в особенности после Первой Мировой войны, в германской архитектуре стал активно развиваться модернизм. Отличительной чертой модернизма в архитектуре является отсутствие орнамента на зданиях. Стиль в архитектуре следует провозглашённому Адольфом Лоосом лозунгу: «орнамент — это преступление». Форма следует за функцией, дома — лишь «машины для жилья». Эти принципы были приняты многими влиятельными архитекторами. Модернизм стал доминирующим архитектурным стилем в строительстве зданий на протяжении трёх десятилетий.
Первоначальный импульс для модернистской архитектуры в Германии был дан необходимостью промышленного строительства, например, машзала в Берлине, архитектора Петера Беренса (1908—1909), обувной фабрики, архитектора Вальтера Гропиуса в Альфельде-на-Лейне (1911—1914). В этот период (1915) началось строительство первого небоскреба в городе Йене.

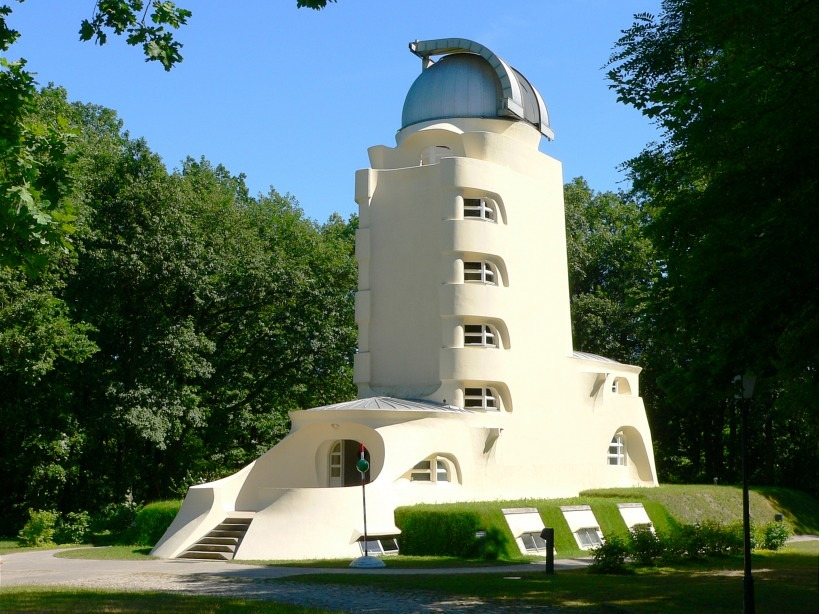
Сады дружбы и Башня Эйнштейна в Потсдаме, Германия

Известны Башня Эйнштейна, являющейся астрофизической обсерватории в парке науки Альберта Эйнштейна в Потсдаме, Германия, которую спроектировал архитектор Эрих Мендельсон.
Во времена инфляции и экономических трудностей в Высшей школе строительства и художественного конструирования Баухауз искали возможности строительства зданий с экономичным, функциональным и современным дизайном. Такими зданиями стали дома, построенные в Веймаре в 1923 году. Это Haus АМ Рог архитекторов Георга Мухе и Адольфа Мейера.
Когда нацисты пришли к власти в 1932 году Высшую школу Баухауз закрыли. После этого многие представители школы разъехались по миру, многие осели в Соединённых Штатах. В 1927 году одним из первых и наиболее определяющих проявлений интернационального стиля было здание Вайссенхоф в Штутгарте.

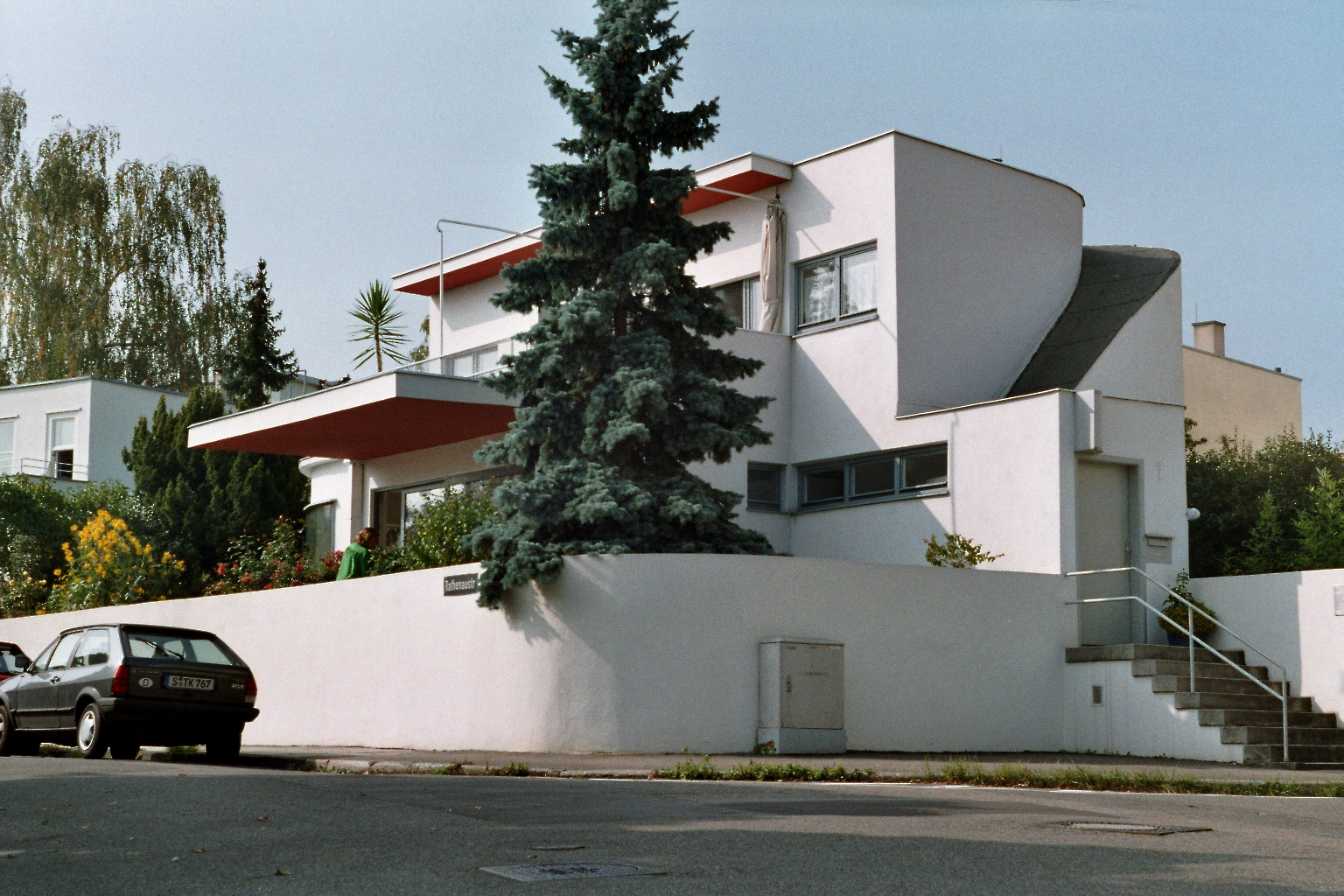
Район Шарун, Вайссенхоф

Построен ряд жилых комплексов, ставших важными зданиями модернистского периода. Они включают в себя Берлинские кварталы эпохи модернизма построенные в Берлине в 1930 году архитектором Бруно Таут и Мартином Вагнером во время Веймарской Республики, Шахта Цольферайн в Эссене, построенная с 1927 по 1932 год архитекторами Фрицем Шуппом и Мартином Kremmer.
Архитектура Третьего рейха (1933—1945) во главе с главным архитектором Альберт Шпеер занималась пропагандой политики рейха. Наиболее известным строением Альберта Шпеера стал комплекс зданий нацистской партии в Нюрнберге, построенный в 1938 году, к съезду национал-социалистической партии. Площадь сооружения была более 11 кв.км. Фрагменты этого строения сохранились по сегодняшний день.
Фашистский стиль архитектуры схож с древнеримским стилем в том, что строились большие и симметричные здания с острыми без закругления краями. Здания и стадионы были большого размера, сложены из известняка и других прочных камней для того, чтобы утвердить полноту фашистской эпохи. Здания строились практически без декора и с минимумом дизайна. Гитлер и Муссолини использовали фашистскую архитектуру как ещё один источник пропаганды, чтобы продемонстрировать миру силу режима. Примером архитектуры национал-социалистов стал олимпийский стадион в Берлине для проведения олимпийских игр 1936 года.
Гитлер вынашивал планы реконструкции столицы и превращения его во «Всемирную столицу Германии». Здесь началось возведение самого большого здания в мире -«Grosse Halle» (Великий зал), которое должно было иметь высоту 290 м и диаметр 230 м. Однако перед началом Второй мировой войны строительство было приостановлено.
Фашистская архитектура пришла в упадок с поражением Германии во Второй Мировой войне и упадком идеологии фашизма. В результате, постфашистских эпоха не дала почти никаких новых построек в этом стиле.

## Послевоенная архитектура

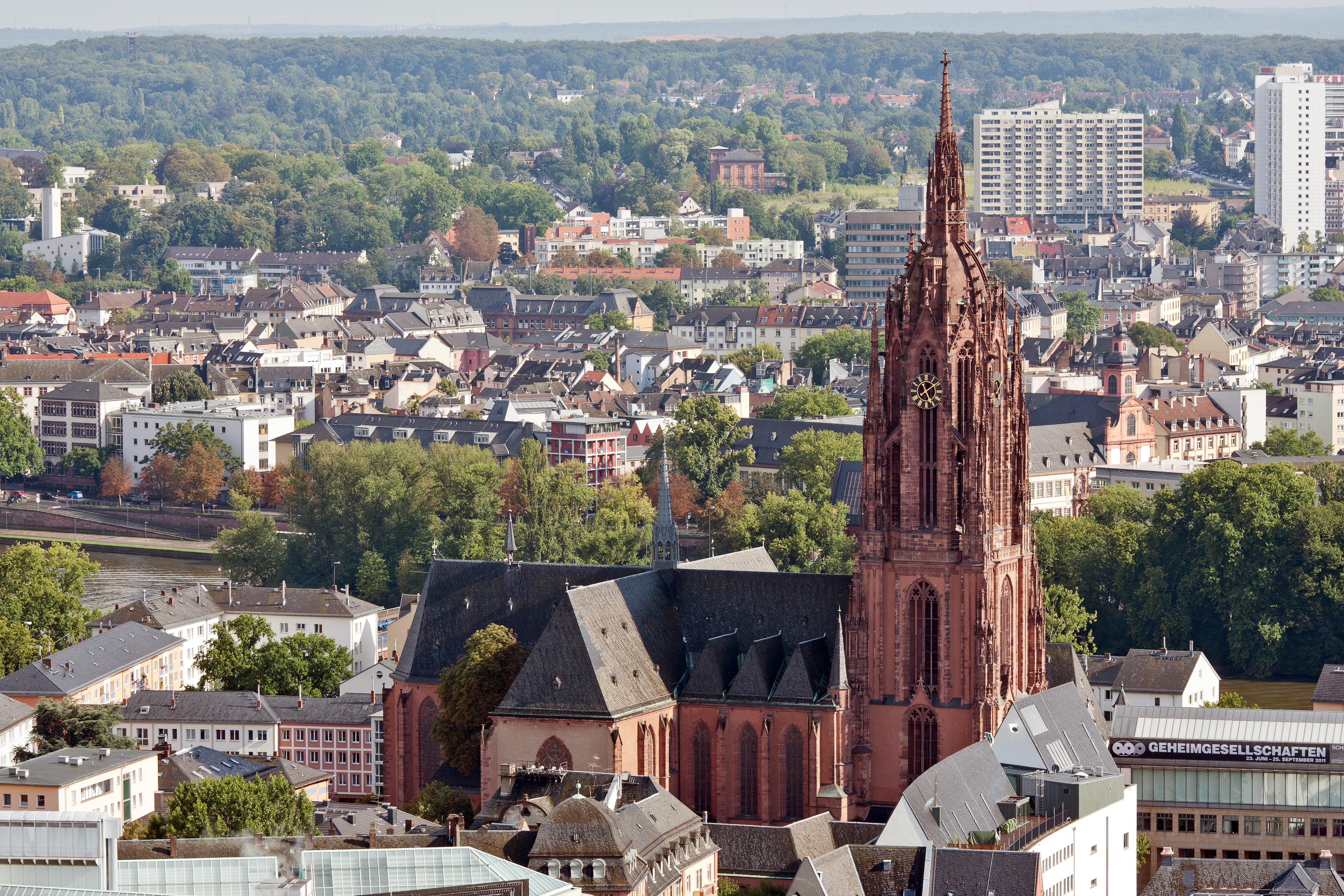
Послевоенная реконструкция Франкфуртского кафедрального собора

В ходе стратегических бомбардировок союзников Второй Мировой Войны, исторические центры большинства городов Германии понесли тяжелые потери вплоть до почти полного уничтожения. После войны часть памятников архитектуры была восстановлена или реконструирована, часто в упрощенном виде.
В 1980-х годах в Западной Германии распространился архитектурный стиль Постмодернизм. В этом стиле построен Немецкий музей архитектуры (1984 г.) в городе Франкфурт-на-Майне, здесь же архитектор Хан Холлай построил музей современного искусства (1991 г.).
В 21 веке во многих городах Германии возобновлись работы по реконструкции зданий. Примеры этого можно найти на площади Ноймаркте в Дрездене (в том числе знаменитая Фрауэнкирхе), в реконструкции Старого города Франкфурта (дом-Ремер), городского дворца в Берлине и старого рынка, дворца в Потсдаме и др.
Развивается Неоэкспрессионизм. В этом стиле возводятся скульптурные и футуристические сооружения. Примером является пристройка к Еврейскому музею в Берлине, архитектор Даниэля Либескинда и «Медийная гавань» в Дюссельдорфе, архитектор Франк-О-Гери. Интерес представляет купол Рейхстага в Берлине, архитектор Норман Фостера и здание Коммерцбанка во Франкфурте-на-Майне.
Новым направлением в архитектуре являются «Экологические строения». Используя новые технологии и материалы, разрабатываются проекты «умных» и «солнечных домов» «солнечной архитектуры» c использованием автоматики и компьютерной техники.

## Народная архитектура

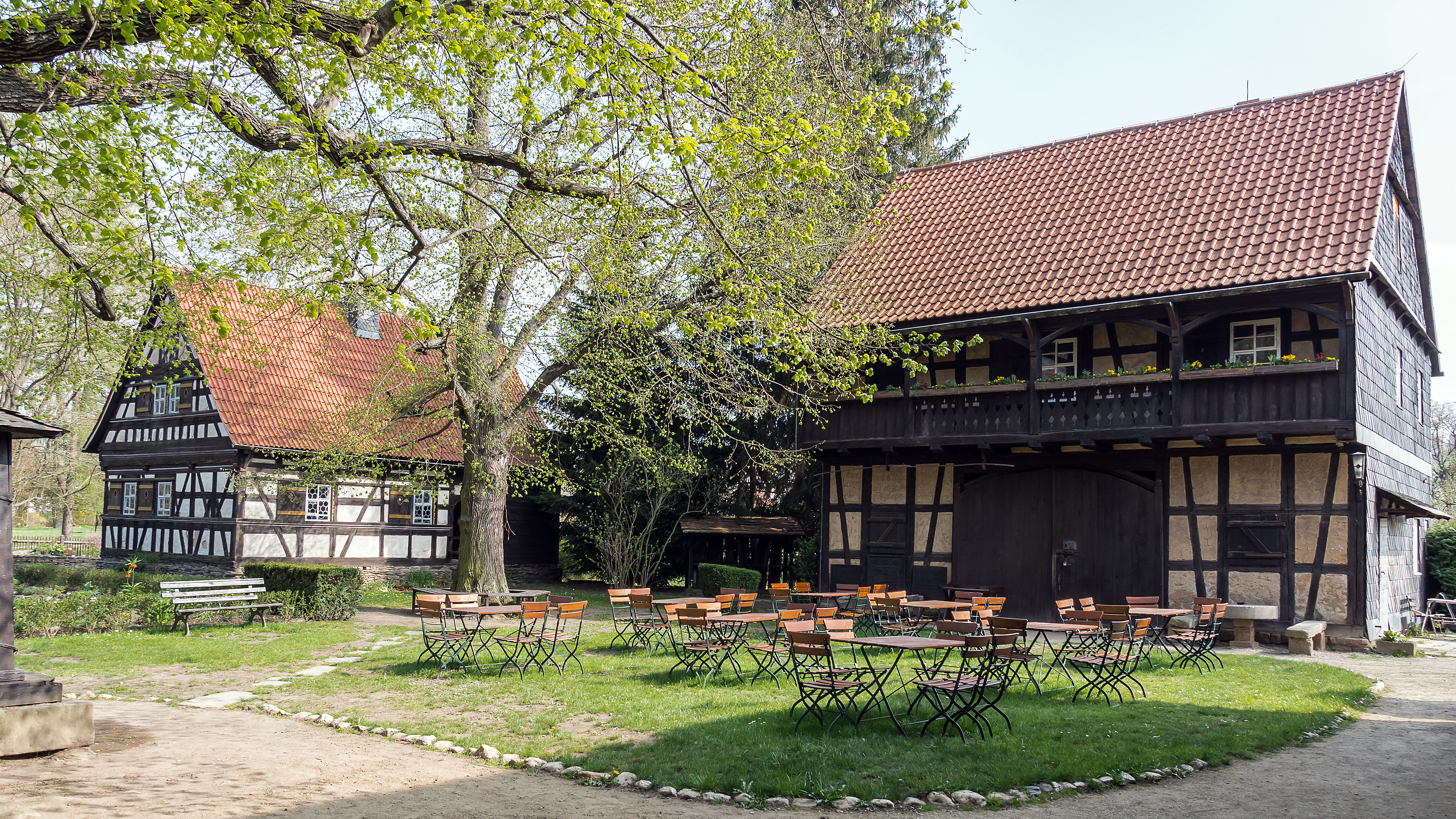
Тюрингская сельская усадьба, музей под открытым небом в Рудольштадте (Тюрингия)

Своими корнями традиционное немецкое жилище уходит во времена неолита. В это время были распространены жилища круглой, овальной, а позднее — прямоугольной и трапециевидной формы. Помимо наземных жилищ, также были известны землянки и полуземлянки, распространённые главным образом на севере Германии. Из землянки развилось жилище, где под одной крышей и проживали люди, и располагался скот, и проводились хозяйственные работы. В центральной и южной Германии основным видом жилища были четырехугольные или прямоугольные хижины, наземные постройки. У части таких домов над входом присутствовал навес, конструктивно представлявший собой выступ крыши на столбах над входом в жилище. Из наземного жилища с навесом произошёл тип жилища с поперечным делением внутренних помещений и двускатной крышей, вход с узкой стороны дома переместился в длинную. Таким образом, уже в то время сложились формы, послужившие основой для типов немецких традиционных домов, в свою очередь, сложившихся к XVIII-XIX векам. Устройство и эволюция тех или иных форм народного жилища связано в том числе с влиянием окружающей среды (географические условия), характером и развитием сельского хозяйства в том или ином регионе, а также развитием социальных отношений. Устройство двора традиционного немецкого жилища довольно разнообразно, что также связано с вышеупомянутыми факторами. Этнографами выделяется несколько типов дворов в зависимости от расположения построек, локализуемых в различных частях Германии, хотя зачастую в одной и той же области могло бытовать несколько типов двора, так что локализация типов довольно относительна. В частности, нередко на одной и той же территории встречались покоеобразные дворы и двухчастные дворы (см. ниже), где постройки располагались под углом или в виде буквы «Г», либо же их крыши и стены смыкались опять на одном углу (в описании традиционного русского жилища к такой планировке двора применяется термин «двор глаголем»). Последний тип двора в XIX веке имел сравнительно меньшее распространение. В XIX-м столетии на значительных территориях надворные постройки вообще отсутствовали.
Изучение немецкого народного жилья началось в XIX столетии на волне подъёма интереса к народной культуре, начавшегося в предыдущем, XVIII-м. Уже тогда изучение немецкой народной архитектуры заняло прочное место в германской этнографии, помимо непосредственно полевого материала, к изучению привлекались письменные источники (включая памятники народного права и архивные данные), средневековые изобразительные источники, а позднее — и данные лингвистики; таким образом, объём накопленных сведений уже тогда значительно превышал аналогичные в других европейских странах.

### Строительные материалы

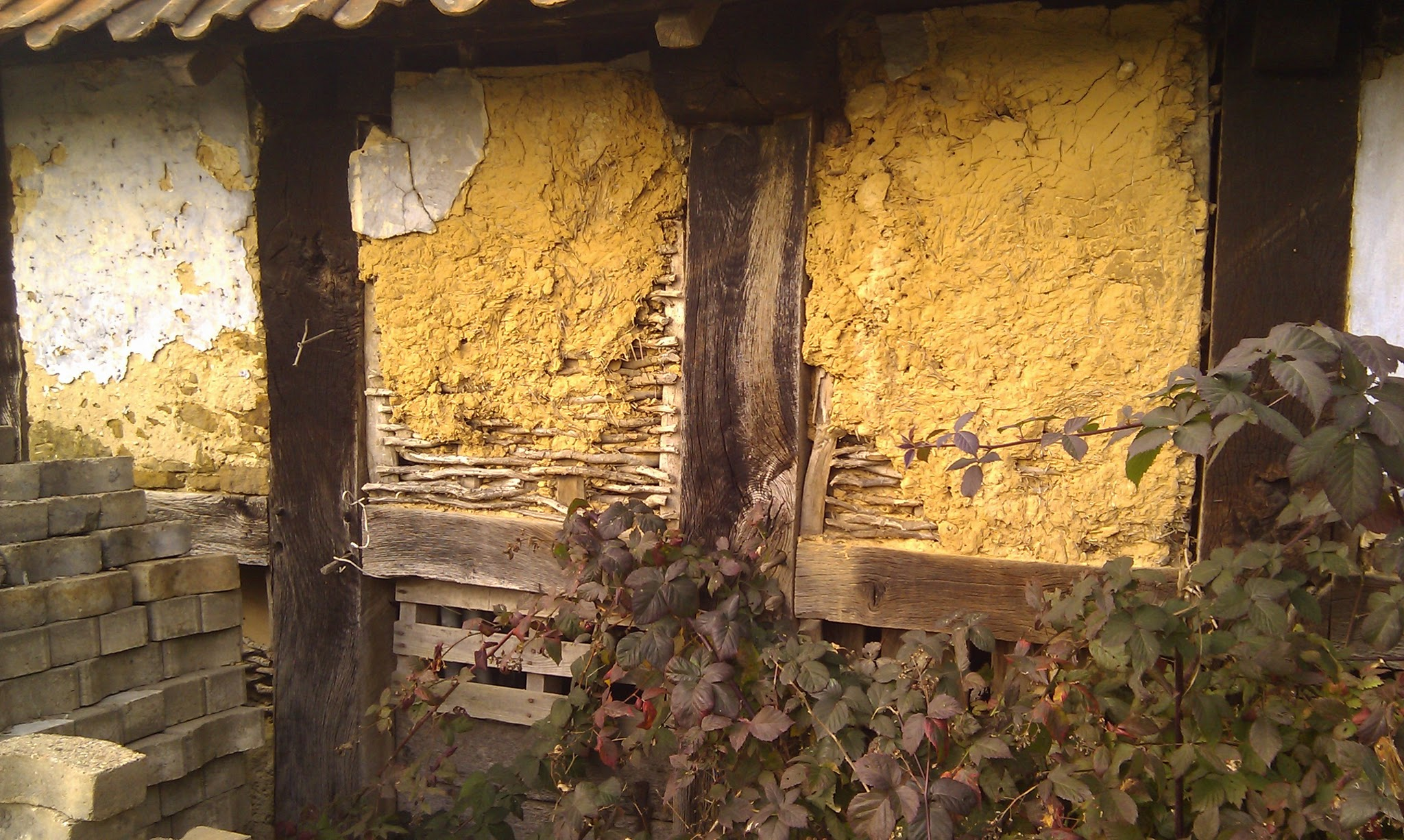
Деталь фахверкового здания, Рёдингхаузен (Северный Рейн-Вестфалия)

Преобладающим строительным материалом служило дерево ввиду того, что почти вся территория Германии находится в зоне распространения лесов.
Древнейшей известной строительной техникой в традиционной немецкой архитектуре являлась закладная (нем. Ständerbau). Устроена она следующим образом: вертикальные столбы располагались на одинаковом расстоянии друг от друга (они являются остовом стен здания), а промежуток между ними заполнялся горизонтально положенными брёвнами, досками или горбылём. Их концы вдевались в вертикальные пазы столбов, а если доски были слишком широкими, их стачивали. Столбы же, расположенные по углам здания, были особенно массивными, их концы сначала зарывали непосредственно в землю, а позднее — укрепляли в пороге.
Самой распространённой строительной техникой в народной архитектуре являлся фахверк (нем. Fachwerk) — метод каркасного строительства. Его суть заключалась в следующем: располагавшиеся вертикально и горизонтально деревянные балки-брусья образовывали каркас, составлявший основу стены здания. Промежутки между балками каркаса заполняли другим материалом, который затем штукатурился и белился известью, в то время как балки оставались неоштукатуренными, что придавало зданию характерный вид (хотя в XIX веке, особенно в городах, начинают штукатурить и балки). Каркас изготовлялся из прочных пород дерева — дуба и сосны. В качестве заполнителя могли служить различные материалы, в зависимости от их ближайшей доступности. Древнейшим способом являлось заполнение пропитанными глиной небольших пучков соломы, закручивавшимися вокруг кольев. Затем колья укреплялись между балками, т. н. каркасной клеткой, а промежутки уже между кольями заполнялись глиной, смешанной соломой, после чего клетка штукатурилась и белилась. Этот способ ещё долгое время применялся в Саксонии и Бранденбурге. В XIX столетии фахверковый каркас в сельской местности чаще всего стали заполнять кирпичом (сначала сырцом, позднее — обожжённым). Первоначально, до XIX века, кирпичом заполняли дома в Рейнской области с её развитой промышленностью и в областьях Фирланд и Альтес-Ланд в окрестностях Гамбурга, но впоследствии кирпич как заполнитель распространился по всей Германии, хотя первоначально у зажиточный крестьян. В Фирланде и Альтес-Ланде использовалась узорная кладка кирпичей — их укладывали «в ёлочку», углом и так далее; также каждая каркасная клетка благодаря сграффито — соскабливанию верхнего слоя кирпичей — имела собственный рисунок. В XIX и начале XX вв. фахверк использовался повсеместно, за исключением Лужицы и юго-запада Германии. Фахверк сформировался в Высокое Средневековье, древнейшее сохранившееся здание, построенное в данной технике находится в городе Кведлинбурге (Саксония-Анхальт) и датируется XIV веком. Сейчас в нём, первоначально служившим жилым домом, располагается музей, посвящённый фахверку.
Развился фахверк, вероятно, из тоже довольно древней строительной техники, известной ещё в неолите и заключавшейся в следующем: расположенные вертикально деревянные столбы, промежутки между которыми заполнялись плетнём. До XX века построенные в этой технике здания дошли в небольшом количестве, даже хозяйственные постройки. К этому моменту плетень применялся чаще всего в качестве забора.
Срубные жилища (англ. Blockbau), несмотря на то, что их археологические находки известны ещё с железного века, были распространены на юге Баварии и Вюртемберга (в то время как в граничащей с ними Австрии срубы строились на большей части территории страны), а также в Лужице, что объясняется традиционной строительной техникой, характерной для западных славян. Впрочем, с XIX века в связи с вырубкой лесов, срубные жилища вытесняются фахверковыми и каменными, а затем и кирпичными.
Каменные постройки в верхней Баварии обладают массивными стенами, их штукатурили и украшали сграффито и росписями.

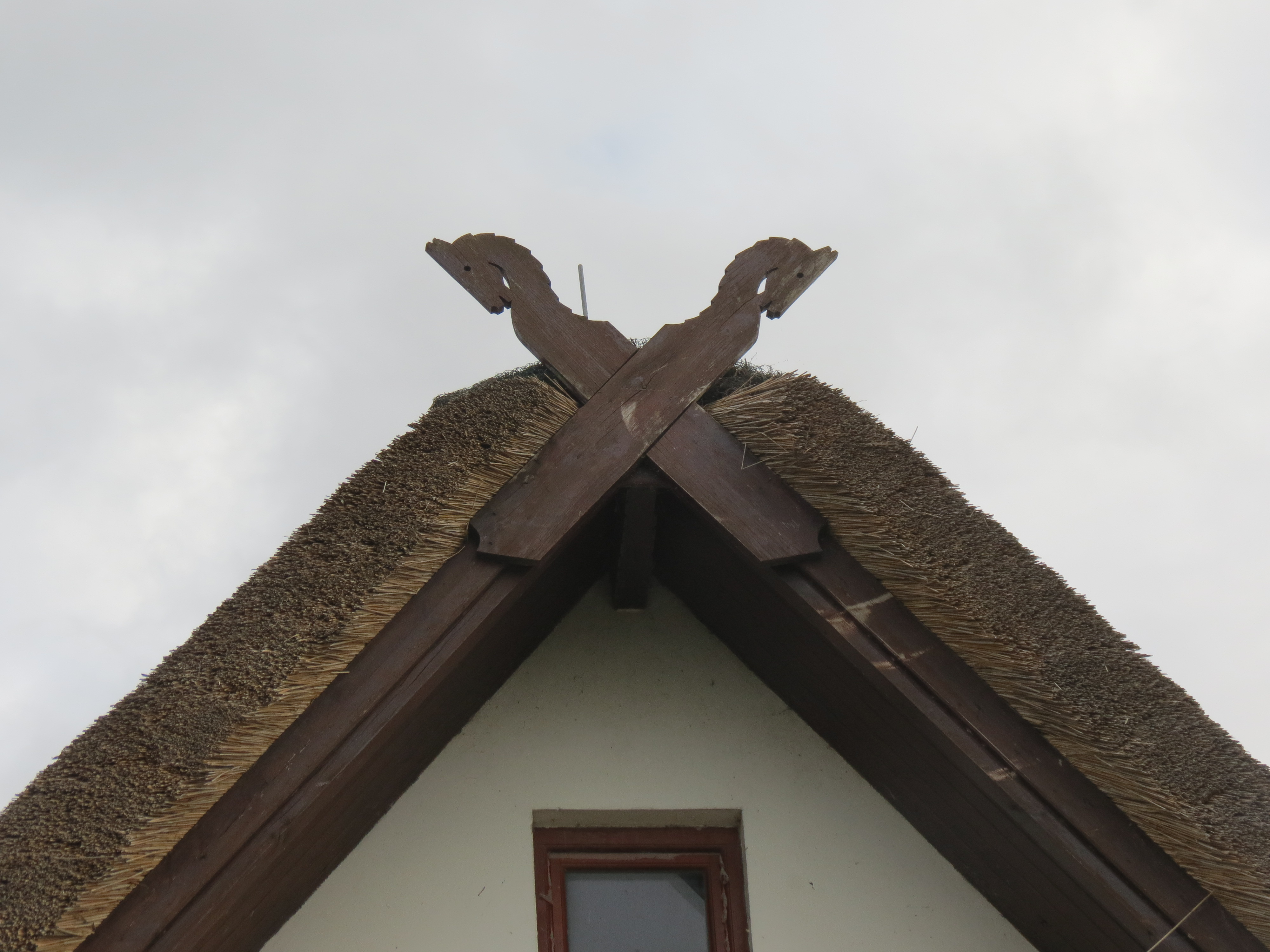
Ветровые доски крыши дома, Хайлигенхафен (Мекленбург-Передняя Померания)

В ряде районов строительные техники могли комбинироваться: так, нижний этаж мог быть каменным, а верхний, как например, в средней Германии — фахверковым; или же могли сочетаться закладной и срубной способы постройки домов.
В областях с суровым климатом, в частности, сильными ветрами, внешняя сторона стен обшивалась дополнительными материалами. В некоторых районах Вюртемберга, к примеру, стены домов обшивали корой. В области Берг, где сильные ветры ускоряют разрушение зданий, стены обшивали шифером. В XVIII веке шиферная кладка была характерная и для городских зданий в Берге; а с середины XX века шифером стали обшивать деревенские дома в Лужице и Хунсрюке.
Крыша была двухскатной, трёхскатной (полувальмовой) и четырёхскатной (вальмовой). Издревле самым распространённым материалом для кровли была солома, доминировавшая вплоть до начала XIX века. Крыши домов по берегам пресных водоёмов — рек и озёр — покрывались камышом. Поздними по происхождению кровельными материалами являются черепица и шифер (глинистый сланец). В XVIII-м и начале XIX века черепичные крыши могли себе позволить лишь богатые крестьяне, но уже к концу XIX-началу XX века черепичные крыши практически вытесняют соломенные. Последние довольно долго сохранялись на севере Германии, а в Вюртемберге (в особенности на северо-востоке области Альгау), по сообщениям этнографа Макса Лосса (нем. Max Lohß), соломенные крыши употреблялись ещё в 1920-х годах. Шиферные крыши впервые начали применяться в области Берг, однако после начала разработки шиферных месторождений в Рудных горах шифер стали класть и в близлежащих местах, прежде всего в Лужице. В местах, богатым лесом и со слаборазвитым земледелием (в частности, в альпийских Баварии и вышеупомянутом Альгау, а также Рудных горах) крышу крыли деревом. В местах, где, напротив, было мало леса, в качестве кровельного материала применялись каменные плиты.

### Типы жилищ

#### Нижненемецкий дом

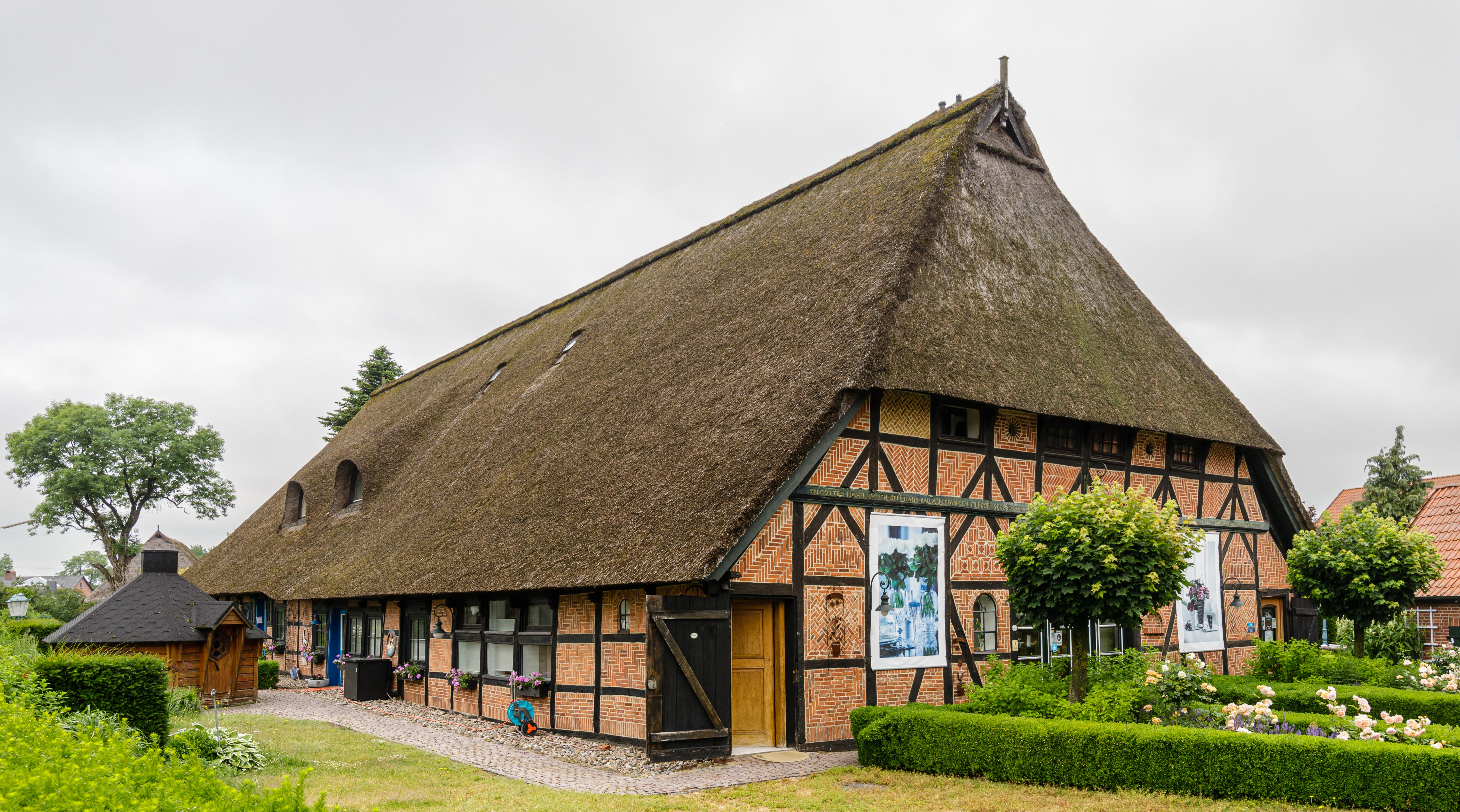
Дом нижненемецкого типа (Хандорф (Нижняя Саксония))

Как уже ясно из названия, область распространения этого дома — нижненемецкие земли, то есть Северная Германия. В XIX-начале XX в., во времена распространения «племенной теории» в германской этнографии (и в особенности у сторонников «племенной теории») данный тип дома назывался «нижнесаксонским» (нем. Niedersachsenhaus). Современное название данного типа в германской этнографии — «халленхауз» (нем. Hallenhaus), то есть «зальный дом».

Планировка нижненемецкого дома: a) входные ворота; b) боковые ворота; c) очаг; d) гумно; e) жилое помещение; f) стойла; g) жилые комнаты

Одной из главных характеристик нижненемецкого дома является то, что под одной крышей расположены и жилые, и хозяйственные помещения (такие как гумно, сарай и т. д.), и помещения для скота. Отдельных надворных хозяйственных построек в XIX веке в нижнемецких землях по сути не было. Впрочем, в некоторых местах в Люнебурга и Шлезвига строились двухэтажные сараи, подобные постройки также характерны для традиционной архитектуры скандинавских стран. По планировке нижненемецкий дом является трёхчастным. На улицу нижненемецкий дом расположен узкой стороной.
Наиболее ранняя форма нижненемецкого дома является отражением развитого скотоводства как главного традиционного занятия нижненемецких земель. Большая часть здания была занята стойлами для скота, между которыми присутствовал узкий проход-коридор, жилое помещение небольшое, а внутренние перегородки и вовсе отсутствовали. Вход находился с узкой стороны дома. Такие дома были также широко распространены и в Нидерландах, а в самой Германии сохранялись ещё в XVIII веке. В XVII-XVIII веках, в связи с увеличением роли земледелия в нижненемецких землях изменилась и внутренняя планировка дома. В частности, в глубине дома появилось жилое помещение (нем. Flett) с очагом, а сам дом достиг особенных, ранее невиданных размеров. Внутрь вели большие ворота (нем. Grotdör), через которые свободно въезжал воз с сеном. Жилая часть занимала небольшую площадь, основная же часть дома отводилась под гумно (нем. Diele, Deele). Помимо своего основного предназначения: хранения и молотьбы хлеба, гумно служило местом сбора по праздникам и подобным торжественным датам. По бокам гумна располагались стойла для скота, отделённые небольшим плетнём. В ширину гумно достигало примерно 4-6 м. Именно сложившийся в XVII-XVIII столетиях тип нижненемецкого дома (нем. Flettdielenhaus) был самым распространённым в XIX-м. Впрочем, в XVIII-XIX веках разделение жилой и хозяйственных частей нижненемецкого дома продолжилось. В частности, появилось и окончательно оформилось отдельное отапливаемое жилое помещение — штубе ( Stube). Там располагались ниши для постелей, уже стали прорубаться полноценные окна (из-за чего скаты крыши становятся короче), а кроме того, ещё до этого стали делаться отдельные боковые входы в жилую часть дома. Жилая часть расширяется из-за счёт пристроек: в окрестностях Мёрса и Клеве (Северный Рейн-Вестфалия) из-за пристроек по бокам дом стал в плане Т-образным (аналогичные по планировке жилища известны и в соседних Нидерландах).
Очаг был один на весь дом, являлся единственным источником согревания здания и приготовления пищи. Он служил своего рода сосредоточением всей семейной жизни хозяев, у очага находилось место хозяйки: благодаря расположению она, не отходя от него, могла видеть всё, что происходит внутри. Очаг был открытым, располагался на некотором отдалении от стены, примерно на метр от неё. Для предотвращения попадания искр на крышу над ним примерно над высотой 2,5-3 м делался навес (нем. Rähmen) из глины или досок, обмазанный глиной и опиравшийся на два крепких дубовых бревна. По одну сторону от очага располагался обеденный стол, а также лавки и кровати-шкафы, где спали члены семьи (подобный предмет мебели также был характерен для Франции, стран Бенилюкса и Дании). Впоследствии очаг стал снабжаться глиняным или кирпичным дымарём-сводом, а затем — боковыми стенками, трансформировавшихся таким образом в пристенный камин. Печь для приготовления хлеба (нем. Backofen) в XIX века представляла собой отдельную постройку во дворе, по сути бывшим единственным отдельно стоящим помещением. В конце XIX века повсеместно распространяется кафельная печь.
Крыша нижненемецкого дома — высокая, двух- или четырёхскатная. Края четырёхскатных крыш несколько опущены над стенами фасада, что защищало здание от ветра и дождя. Потолок отсутствовал. На горизонтальных балках клали доски, на которых сушили сено или сжатый хлеб. Ветровые доски крыш нижненемецких домов украшались на концах, перекрещивавшихся над крышей: им придавали форму коней и птиц, что, вероятно, связано с пережитками дохристианских религиозных воззрений, т. н. божественные близнецы (аналогично и в русской традиционной архитектуре край охлупня украшался фигурно, в виде коня: поэтому этот архитектурный элемент (а также горизонтальное ребро верха крыши) так и называется: конёк). Такое украшение встречается и в геральдике, присутствуя на гербах ряда нижненемецких поселений.
Размер и отчасти внутреннее деление дома зависело от достатка хозяина. Для зажиточных крестьян были характерны дома с большим размером стойл и явно выраженной многокамерностью дома: помимо хозяйской жилой комнаты, также выделяются дополнительные жилые комнаты и для батраков и так далее. Однако к началу XX века эти дома переоборудовались в хозяйственные постройки, а хозяева строили себе новые дома. В старых же могло проживать несколько бедняцких крестьянских семей.

#### Средненемецкий дом

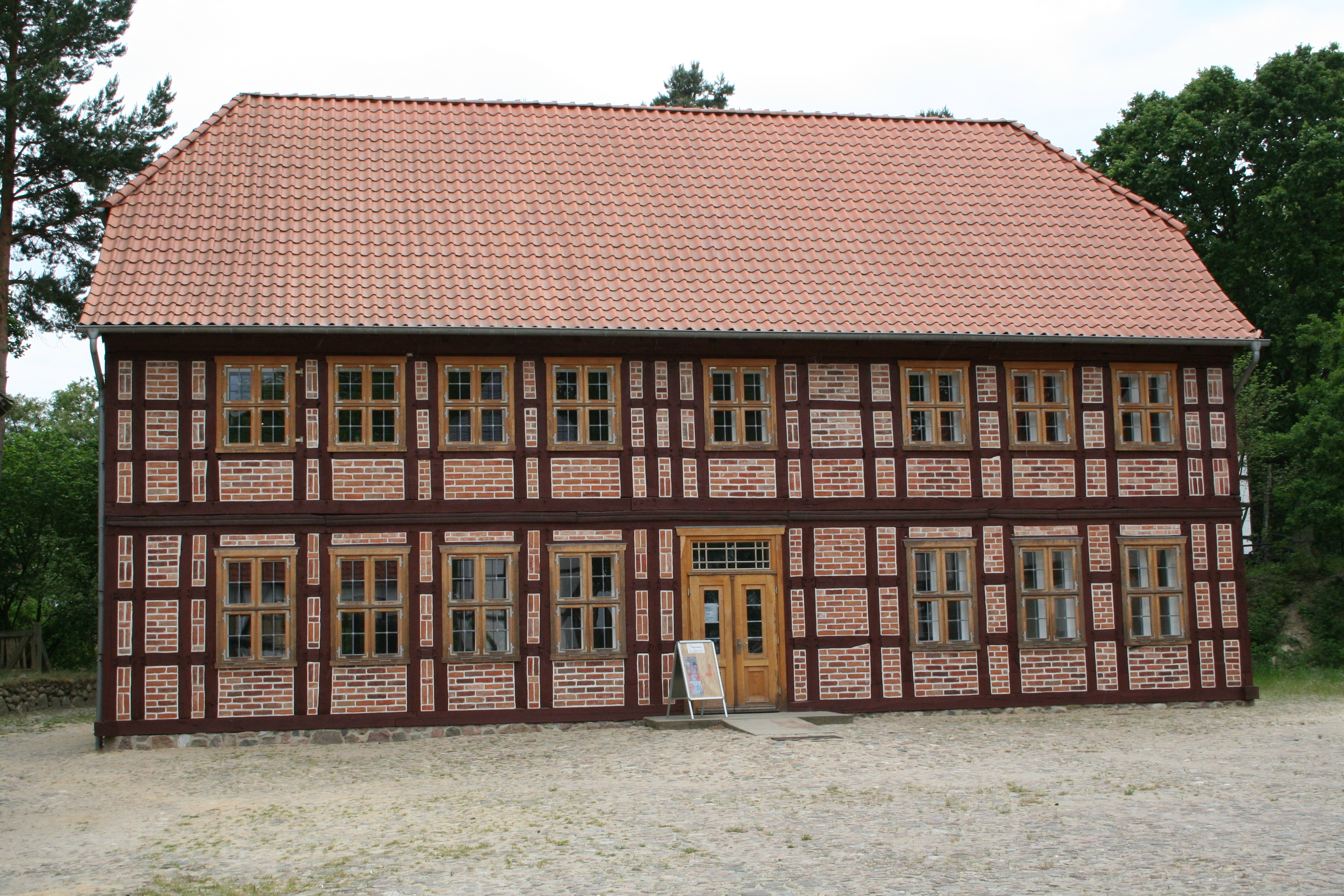
Дом средненемецкого типа из Пюггена (Саксония-Анхальт), 1832 г. постройки в музее под открытым небом в Дисдорфе

Дома этого типа распространены в центральных и южных областях Германии (а также во французском Эльзасе с немецкоязычным населением и в некоторых областях в равнинной части Австрии и Швейцарии): например, Тюрингии, Франконии и Саксонии. В германской этнографии, помимо собственно термина нем. mitteldeutsches Haus, к этому типу также применяется название нем. Ernhaus. В более старых классификациях этот тип относили к франконскому и частично верхненемецкому типам.
Планировка средненемецкого дома — трёхкамерная. Вход располагается с длинной стороны дома и ведёт в тёплые сени (нем. Ern, Ern, Fletz, Haus, Hus), отапливавшиеся очагом. Слева от сеней располагались штубе, отапливавшиеся печью. Она находилась у той же стены, что и очаг и её устье обращено в сени. Наличие двух источников отопления — очага и печи является характерной особенностью средненемецкого дома. Именно в средне- и верхненемецких областях печь появилась раньше всего, лишь затем проникнув на север Германии. Окна штубе выходили и во двор и на улицу (куда выходили два-три окна). Справа от сеней располагалось помещение, первоначально служившее хлевом (отсюда его название нем. Stall, с нем. — «стойло»), впоследствии — жилым.

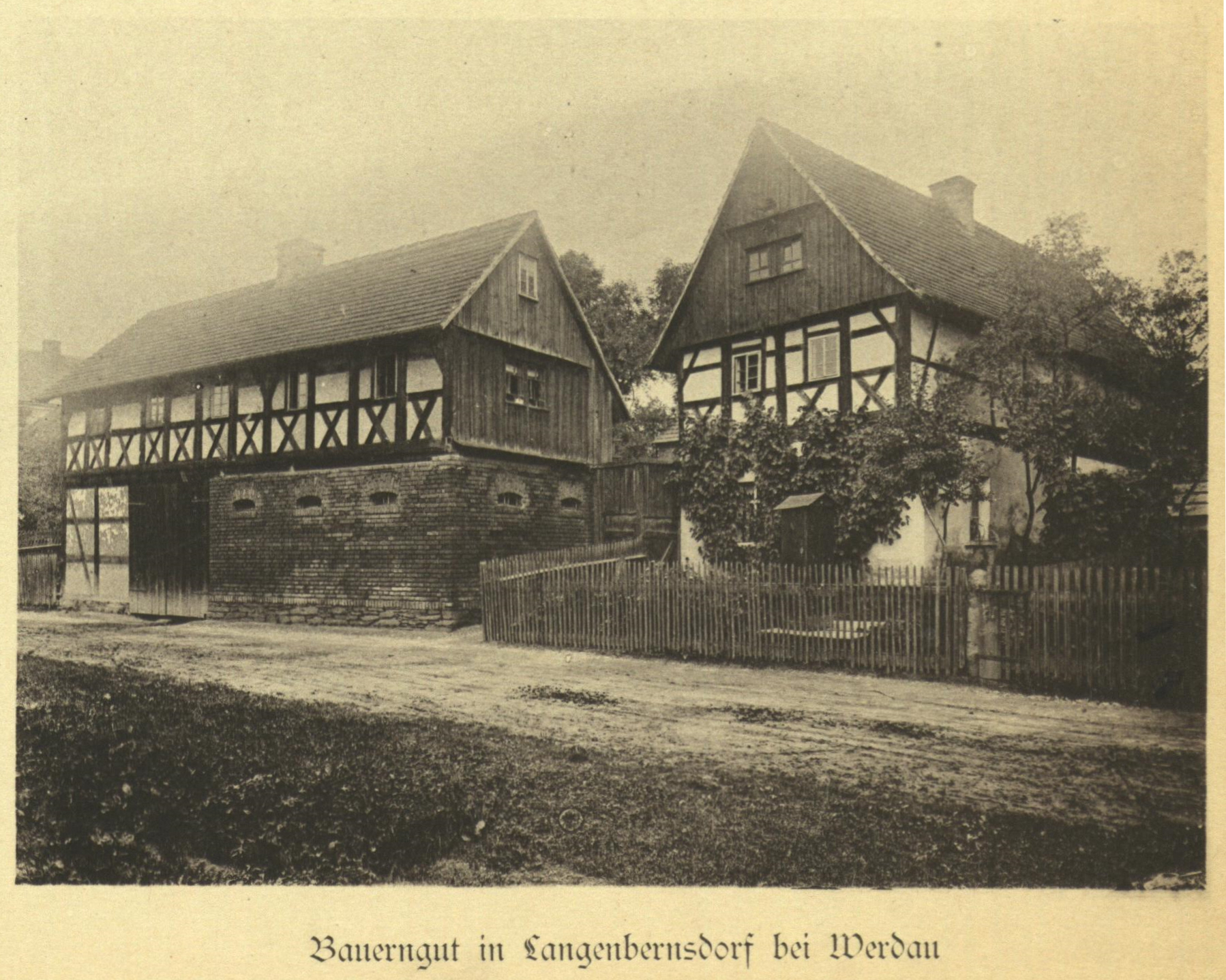
Крестьянская усадьба в Лангенбернсдорфе (Саксония), фотография из книги «Sächsische Volkstrachten und Bauernhäuser» (1896 г.)

Именно благодаря пристройке хлева к известному с раннего средневековья двухкамерному жилью, широко распространённому в XII-XIV веках, с штубе (уже отапливавшейся печью) и основным помещением с очагом, и сформировался данный тип дома. Данные археологических раскопок позволяют предположить, что подобные дома с пристройкой-хлевом впервые появились в южных отрогах Гарца в XIV в., распространившись затем и в северный Гарц. Вероятно, эти дома строились зажиточными крестьянами, которые могли позволить отдельное помещение для скота, а не только лишь содержать его в отапливаемой комнате вместе с людьми. Позднейшие этнографические данные всё ещё фиксируют в Средней Германии проживание людей и скота под одной крышей. Ещё в XVIII столетии разделение дома на жилое помещение и хлев было неполным, разделяли их шкафы, впоследствии появилась лёгкая перегородка с дверью. В дальнейшем происходит разделение и жилой части с сенями: выделяются кухня (нем. Küche) с очагом и хлебной печью (она также могла находиться и на улице) и холодные, неотапливаемые сени-прихожая (нем. Vorhaus, Vorlaube). Из штубе выделяются помещения, служившие спальнями или кладовыми. Тёплые же сени утрачивают своё значение в качестве ядра дома. В некоторых местах жилая часть средненемецкого расширяется за счёт перестройки хлева в жилые помещения, в этом случае хлев опять пристраивается к дому уже в своём первоначальном значении.
С зоной распространения средненемецкого дома совпадает трёхсторонняя, покоеобразная планировка двора (нем. Dreiseithof, Dreikanter Hof). С трёх сторон двор окружён постройкой, но с уличной стороны он отделён забором с калиткой и воротами. Для отдельных средненемецких областей, а также нижней Баварии характерен закрытый со всех четырёх сторон крестьянский двор (нем. Vierseiter Hof), окружённый постройками. Одна из разновидностей закрытого двора (нем. Vierkanterhof) характеризуется сплошной застройкой по краям четырехугольного внутреннего двора. По-видимому, он характерен для самых зажиточных областей. Ареал сплошного закрытого двора фрагментарен, и места его распространения находятся друг от друга на большом расстоянии: это Брауншвейг, Бранденбург и частично Бавария. И при трёх-, и при четырёхстороннем дворе сам дом располагается перпендикулярно к улице, а стойло находятся под углом к нему.
И дом, и хозяйственные постройки преимущественно двухэтажные. До XV века дома этого типа были одноэтажными, а после — двухэтажными (уже к XVI столетию многие из существовавших тогда сельских домов в средненемецких домов были двухэтажными), хотя одноэтажные иногда сохранялись и в XX веке. Двухэтажность крестьянского жилища, появившаяся и развившаяся в позднее Средневековье и раннее Новое время в то время носила инновационный характер, вероятно, дома стали расти в высоту не столько из-за соображений требований к пространству жилья, сколько ввиду влияния городской архитектуры, поскольку именно в это время усилились культурные связи между городом и селом. К строительству теперь привлекались городские цеховые плотники, поскольку изрядно усложнившаяся архитектура сельского средненемецкого дома уже не позволяла применять методы, использовавшиеся ранее для постройки более простых жилищ. На втором этаже обустраивались кладовка, чердак или спальни (в особенности для прислуги).

#### Переходные типы нижне- и средненемецкого домов

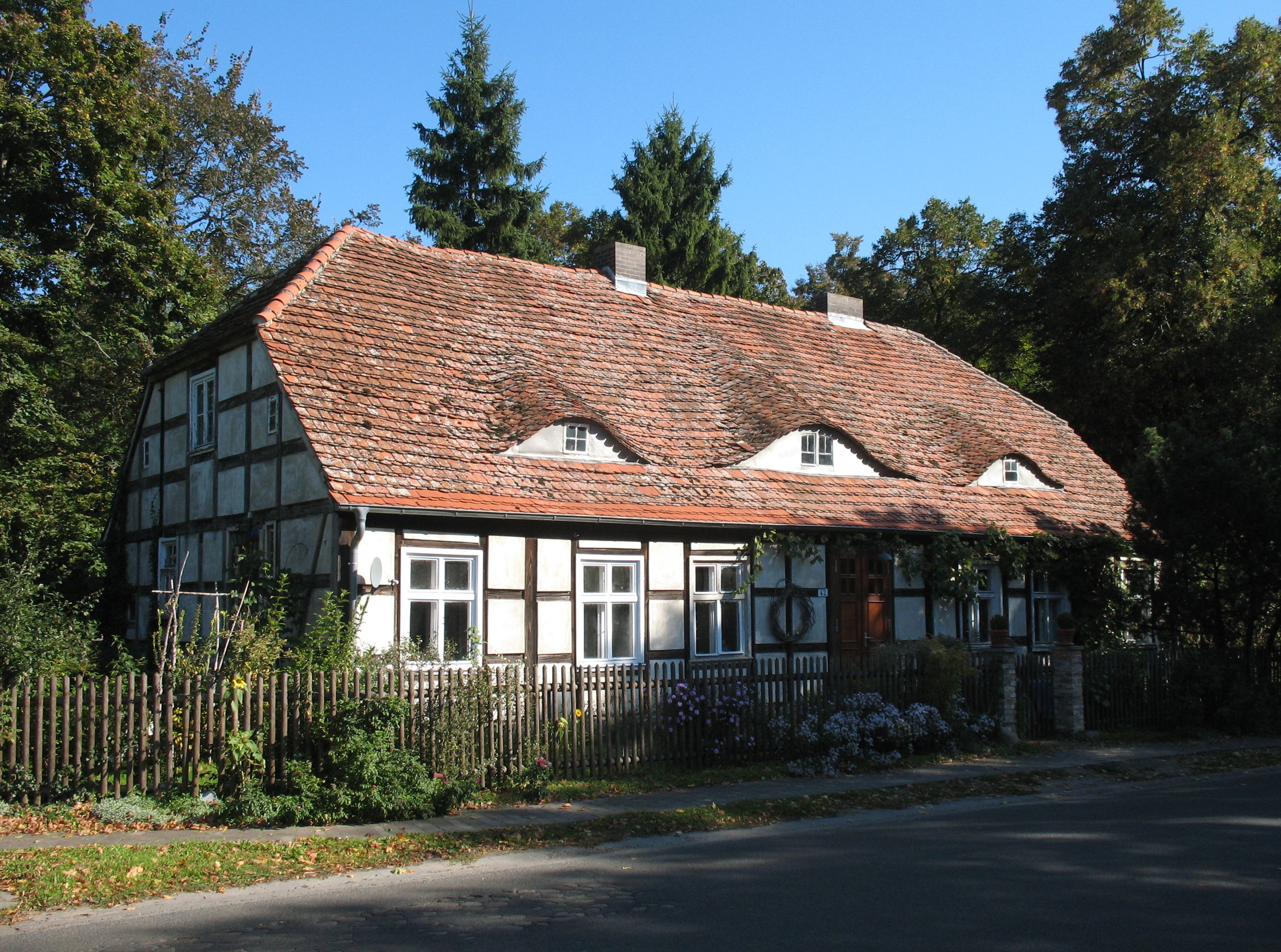
Дом причта в Кёнигсхорсте (Бранденбург)

В Бранденбурге, Мекленбурге и части Брауншвейга, зоне соприкосновения нижне- и средненемецкого типов домов сложились разнообразные варианты смешанного типа.
В частности, сформировались дома с поперечно расположенными гумном или стойлами.
Кроме того, в данных областях жилище (как и смешанного, так и нижненемецкого типа) окружено надворными постройками, что особенно заметно в Альтмарке. Вполне вероятно, такой тип усадьбы сложился не только под влиянием средненемецкого типа жилища, но и в связи с развитием земледелия в данных местах. В Бранденбурге преобладают трёх- и четырёхсторонние планировки двора.
В Бранденбурге срубные дома и дома в закладной технике встречаются на юго-востоке (срубы — в особенности в Шпревальде, традиционно заселённом лужичанами). Начиная с конца XIX века по всему Бранденбургу поголовно распространились кирпичные дома, хотя кирпич как заполнитель фахверкового каркаса сельских построек был известен ещё с XVIII века. Однако массовое распространение кирпича как строительного материала стало возможным только в середине XIX века с началом мануфактурного, а затем промышленного массового кирпичного производства. До этого, как уже было указано выше, использовались изготавливаемые в кустарных условиях сырцовые кирпичи. До сих пор в Бранденбурге встречаются поселения, где жилая застройка сплошь кирпичная.

#### Альпийский дом

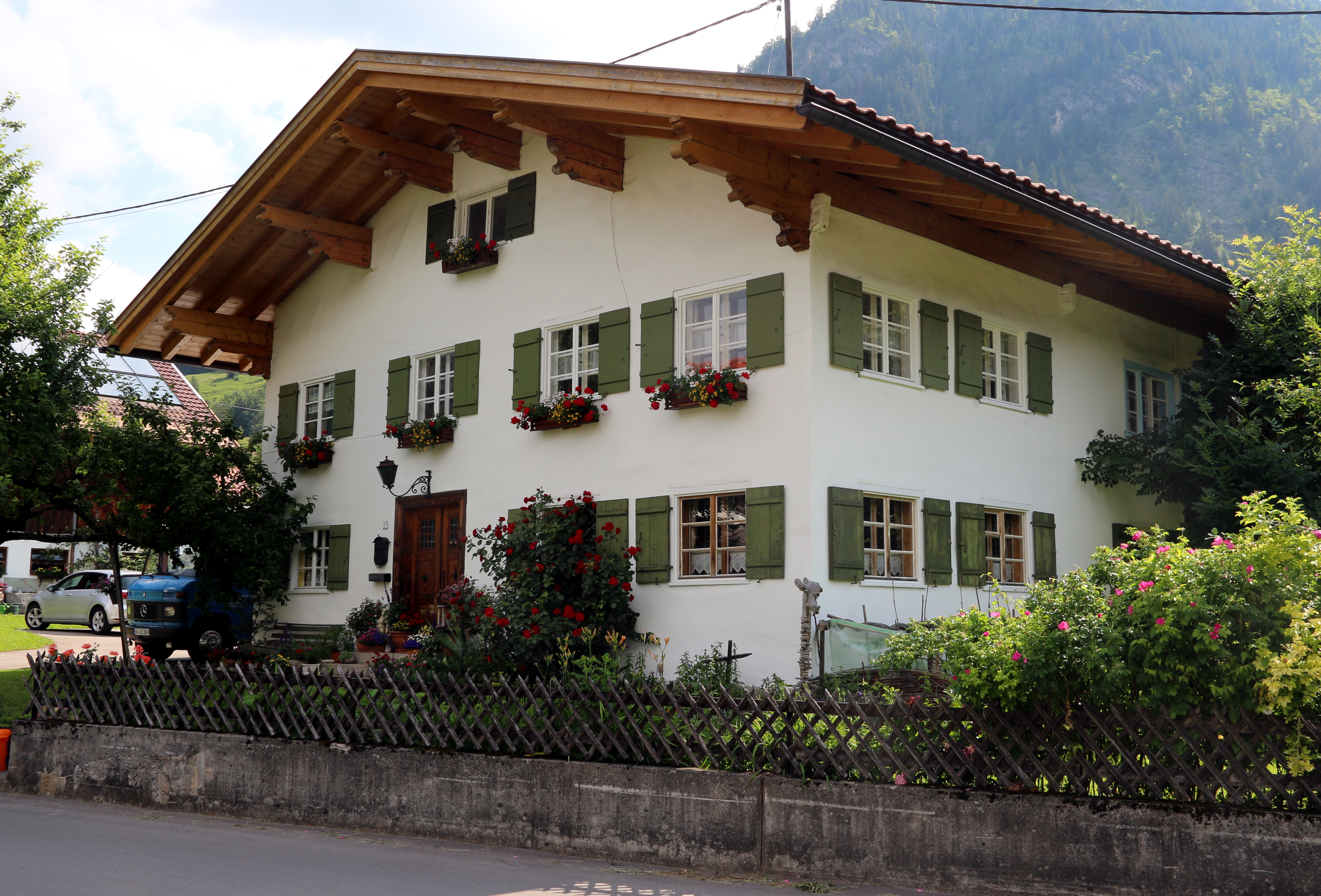
Дом в Бад-Обердорфе (Бавария)

Для немецких домов в Альпах характерны двухэтажность, почти квадратная в плане планировка, объединение под одной крышей жилых и хозяйственных помещений и покатые двухскатные крыши, нависающие над стенами и выходящие за пределы карниза. Данный тип домов, помимо самой Германии, распространён по всей территории Альпийских гор и их предгорий: в Австрии, Швейцарии, Франции, Словении и северной Италии. В русском языке по отношению к домам подобного типа часто применяется заимствованное из французского языка название «шале».
Преобладающим строительным материалом служил камень: стены домов складывали из больших каменных блоков, скреплявшихся раствором. Строили, хоть и реже, и срубные дома. Нередко в XVIII столетии низ дома был каменным, а верх — срубным или закладным, обшивавшимся досками. Крыши крылись дранкой, позднее — черепицей и шифером. Покатый характер крыш связан с тем, чтобы во время дождя вытекала за пределы здания и не допускала сырости в нижней части. Для большей устойчивости во время сильных ветров на крыши клали валуны.
В поселениях дома альпийского типа расположены вдоль улиц или вокруг площади. Для Альп, как и для многих областей в Германии и немецкоязычных стран, включая горные, характерны разбросанные дворы (англ. Steuerhof). Дворовые постройки практически отсутствуют. В Альпах могут попадаться как и дома без надворных построек, так и с ними (при этом они разбросаны на большом расстоянии друг от друга, а также от жилого дома). В нижней Баварии типичным является двухрядный двор (нем. Zweiseithof, Zweikanter Hof), он же парный двор (нем. Paarhof). Он состоит из располагающихся напротив, параллельно друг другу жилого дома (нем. Feuerhaus) и постройки с хозяйственными помещениями (нем. Futterhaus). Иногда встречается покоеобразная планировка двора.

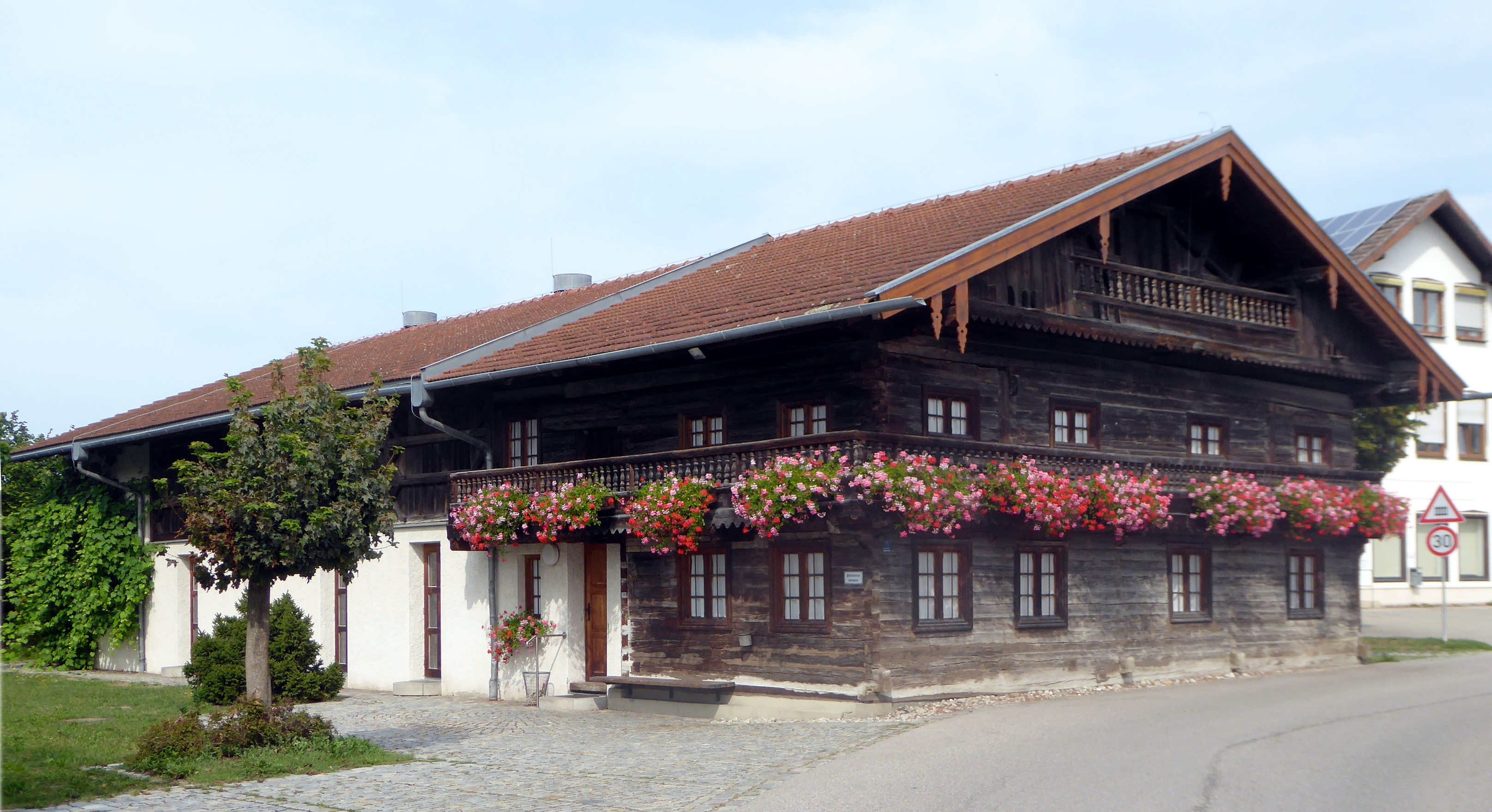
Дом в Эдлинге (Бавария), обратите внимание на галереи

С передней, фронтонной стороны дома располагались два-три помещения: штубе, отапливавшееся кафельной печью (по сути была аналогична средненемецкой штубе), кухни и камеры (нем. Kammer). Иногда кухня могла занимать весь второй ряд, либо же его часть. Сзади, поперечно к коньку, к вышеупомянутым помещениям примыкали хлев, сарай и гумно. Хозяйственные помещения находились на втором этаже. Если дом располагался на склоне горы, задняя часть была одноэтажной и опиралась непосредственно на склон. Второй этаж в таком случае был по большей части занят гумном, и к нему прямо с холма вёл помост. Над жилыми помещениями выделялось несколько кладовых и спален. Предполагается, что альпийский тип дома сформировался путём объединения жилых и хозяйственных построек под одной крышей (в дальнейшем происходило разделение жилой части на спальни и кладовые) ввиду суровых погодных условий и недостатка ровной поверхности, хотя, как уже было указано выше, и по сей день нередко встречаются дома без хозяйственных помещения и хозяйственные постройки. Ещё чаще встречаются дома, где жилая часть примыкает к гумну или хлеву, но обычно они отделены коридором со сквозным проходом. Дома с коридором и входом сбоку более поздние по своему происхождению. Более ранние не имеют коридора, и вход располагается непосредственно с фронтона. Постройка большого альпийского дома, со всеми помещениями под одной крыши требовала много свободного места и средства, поэтому строили такие дома вскладчину, сообща. При семейных разделах новые дома не строились, вместо этого большая постройка разделялась между новыми владельцами (которые зачастую могли быть и не родственниками).
Почти всегда на втором и чердачном этажах с передней, фронтонной стороны присутствовали опиравшиеся на концы балок межэтажных перекрытий и консоли балконы или галереи, во втором случае иногда опоясывавшие здание с трёх сторон. Элементы балконов и галерей — перила, вышеупомянутые консоли, выступы балок украшались богатой резьбой. На этих балконах сушат пучки табака и початков кукурузы, что придаёт домам этого типа характерный вид, своеобразно украшая их.

#### Шварцвальдскийдом

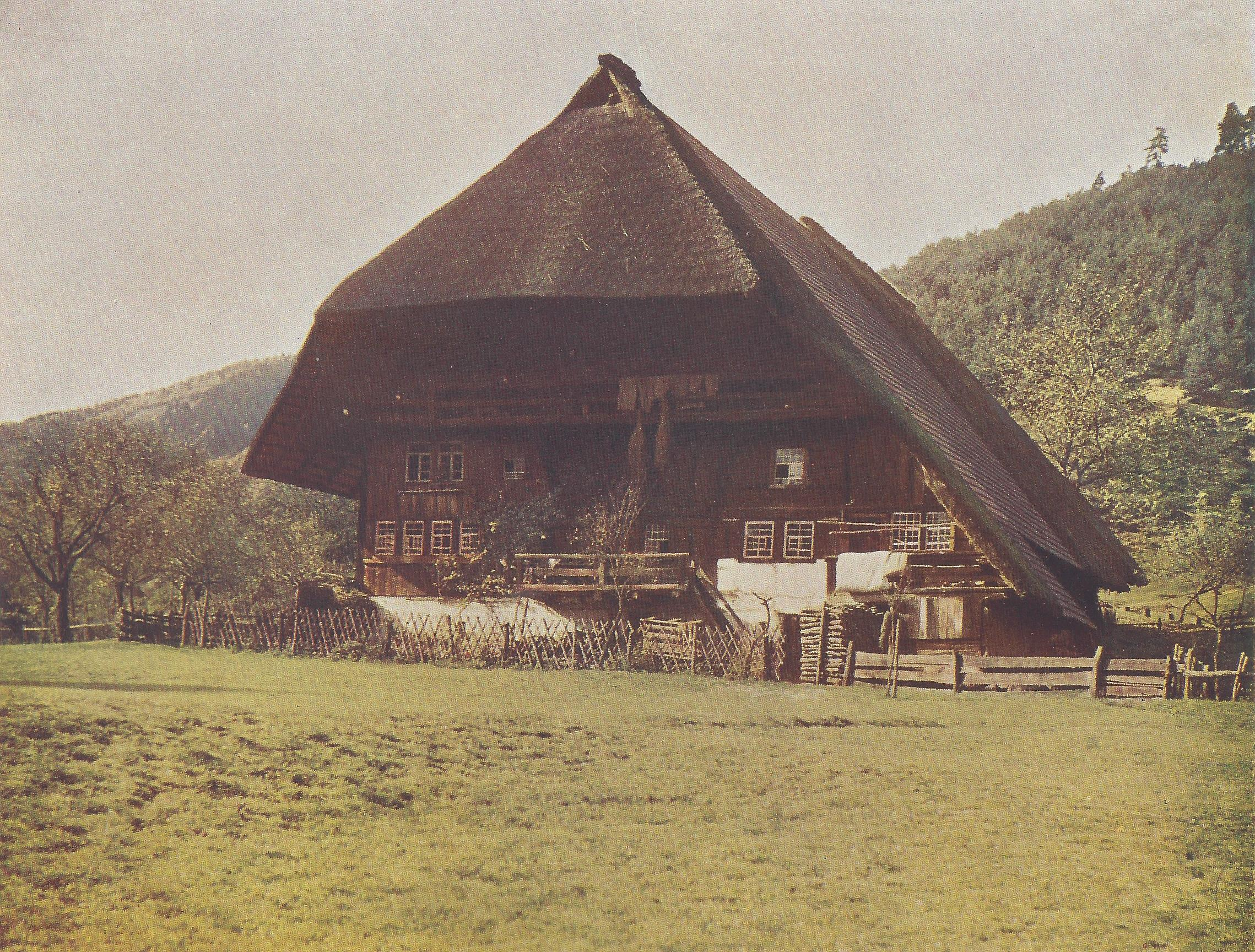
Шварцвальдский дом в Гутахе, автохром 1910 г.

Переходный тип между средненемецким и альпийским домом, характерный для Шварцвальда (Чёрного леса) — исторической области в земле Баден-Вюртемберг на юго-западе Германии. За пределами Германии подобные переходные типы между альпийским и средненемецким типами встречаются в швейцарских кантонах Берн, Во, Ааргау, Золотурн и в Австрии.
В богатом лесом Шварцвальде издревле применялась закладная строительная техника, сохранявшаяся даже в середине XX столетия. Шварцвальдский дом большого размера, в поселениях жилища располагаются на значительном расстоянии друг от друга. Как и в альпийских домах, в шварцвальдских и жилые, и хозяйственные постройки находились под одной крышей. Внешние стены обшивались гонтом, торговля которыми была развита ещё в XVII веке. Размер дощечки-гонта составлял примерно 11×10 см. Также зачастую стены обшивались тёсом, доски пришивались в вертикальном положении. Точно также обшивались стены рудногорских домов. Крыша — четырёхскатная, её края низко надвисали над домом с трёх сторон, таким образом, защищая его от осадком и ветра. С передней стороны край крыши укорочен, имея вид козырька, значительно отступающего от стены. Высокая крыша шварцвальдских домов покрывалась соломой, тростником и изредка деревом.
Как и в случае с альпийскими домами, в Шварцвальде дворовые хозяйственные постройки отсутствуют.